# Hector Berlioz

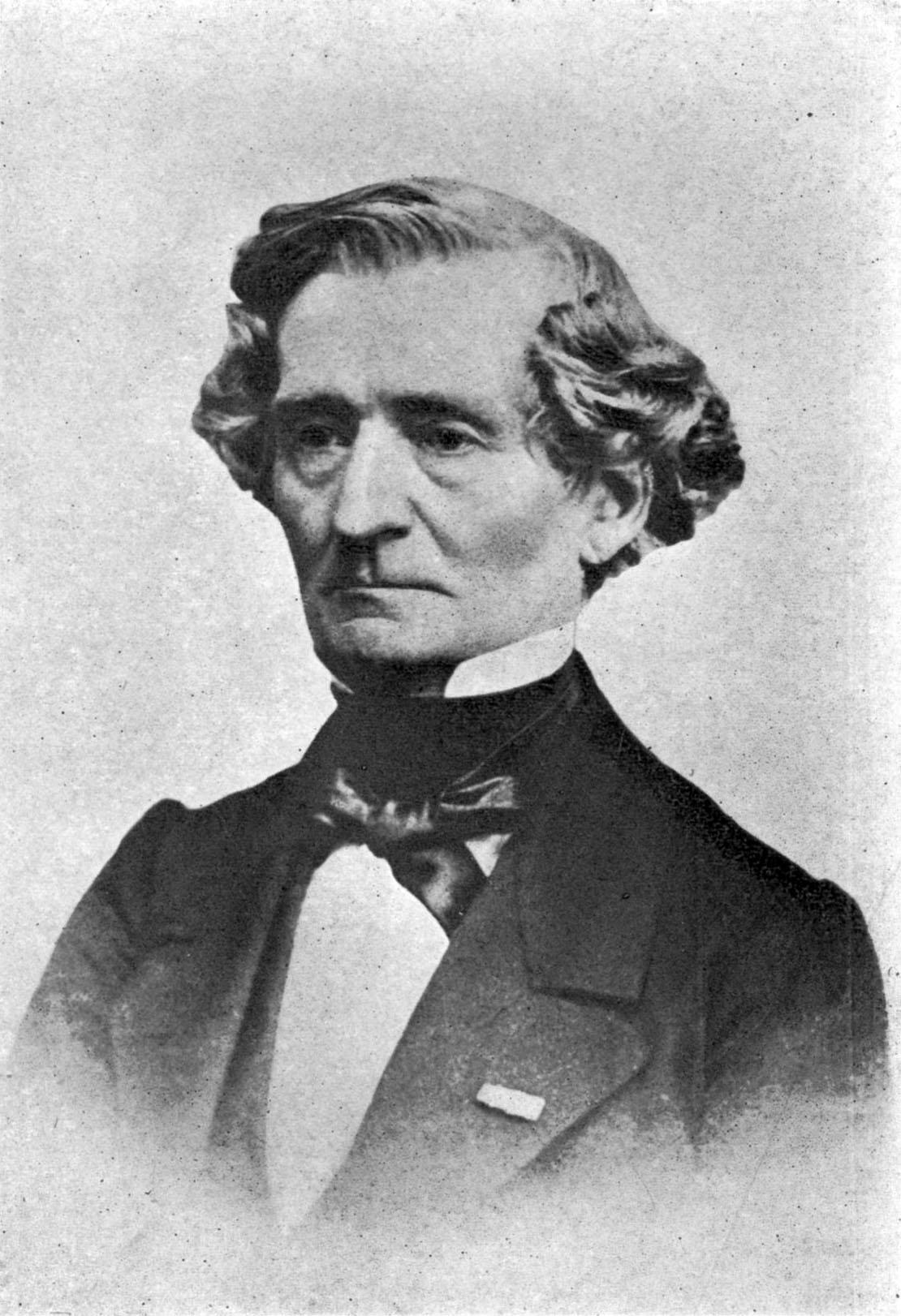
Hector Berlioz, Photographie zu Beginn der 1860er Jahre

Louis Hector Berlioz (* 11. Dezember 1803 in La Côte-Saint-André, Département Isère; † 8. März 1869 in Paris) war ein französischer Komponist und Musikkritiker der Romantik.

## Leben und Schaffen

### Elternhaus und Herkunft

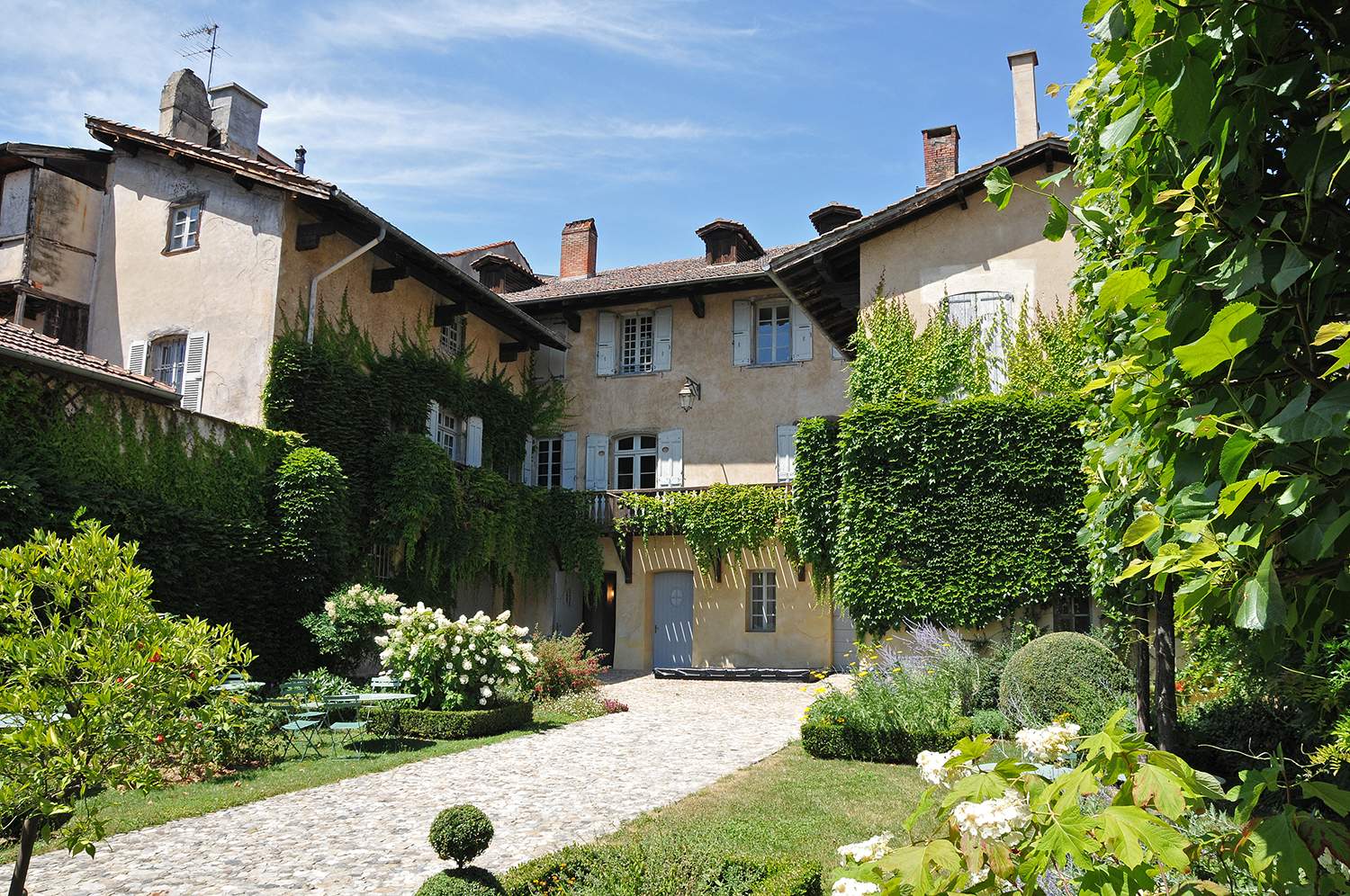
Geburtshaus von Louis Berlioz und Hector Berlioz in La Côte-Saint-André

#### Herkunft
Hector Berlioz wurde am 11. Dezember 1803 in La Côte-Saint-André als Sohn von Marie-Antoinette-Joséphine Berlioz, geborene Marmion, und des Arztes Louis-Joseph Berlioz geboren. Er wurde am 14. Dezember 1803 in der St.-André-Kirche getauft. Seine Eltern hatten im Februar 1803 geheiratet. In seinen Lebenserinnerungen, den Mémoires, bemerkte Berlioz später nicht ohne Ironie, dass – im Gegensatz zu Vergil und Alexander dem Großen – seine Mutter bei seiner Geburt keine Vision von seiner späteren Bedeutung hatte.
Berlioz hatte zwei Schwestern, Marguerite-Anne-Louise Berlioz (1806–1850) und Adèle Berlioz (1814–1860). Drei weitere Geschwister starben im frühen Kindesalter, so Louise im April 1816 mit sieben Jahren an einer anfänglich harmlosen Racheninfektion, die sich unerwartet verschlimmerte. Berlioz’ im Dezember geborener Bruder Jules starb im März 1819 wahrscheinlich an einer Paravasation im vierten Hirnventrikel, wie Vater Louis in der Familienchronik Livre de Raison schreibt. Im gleichen Jahr 1821 kam sein Bruder Prosper zur Welt. Dieser starb am 15. Januar 1839 wahrscheinlich an Typhus.
Von 1815 bis 1838 schrieb sein Vater Louis Berlioz die Familienchronik Le Livre de Raison de Louis Joseph Berlioz, Docteur médecin résidant à La Côte St. André, in der er den Stammbaum sowie aktuelle Erfahrungen der Familie Berlioz in den Napoleonischen Wirren schilderte. Louis Berlioz konnte den Familienstammbaum bis zu Claude Berlioz in La Côte St. André (geboren etwa 1590), einem kaufmännischen Gerber, zurückverfolgen. Dessen männliche Nachfahren setzten, sofern sie nicht Priester oder Mönche wurden, diesen Beruf fort. Joseph Berlioz (1700–1799), der Großvater von Louis Berlioz, hatte so viel Vermögen aufgebaut, dass er in Les Granges bei Grenoble einen Landsitz errichten konnte. Sein Sohn Louis-Joseph Berlioz, der Großvater des Komponisten, wurde Anwalt.

#### Vater Louis

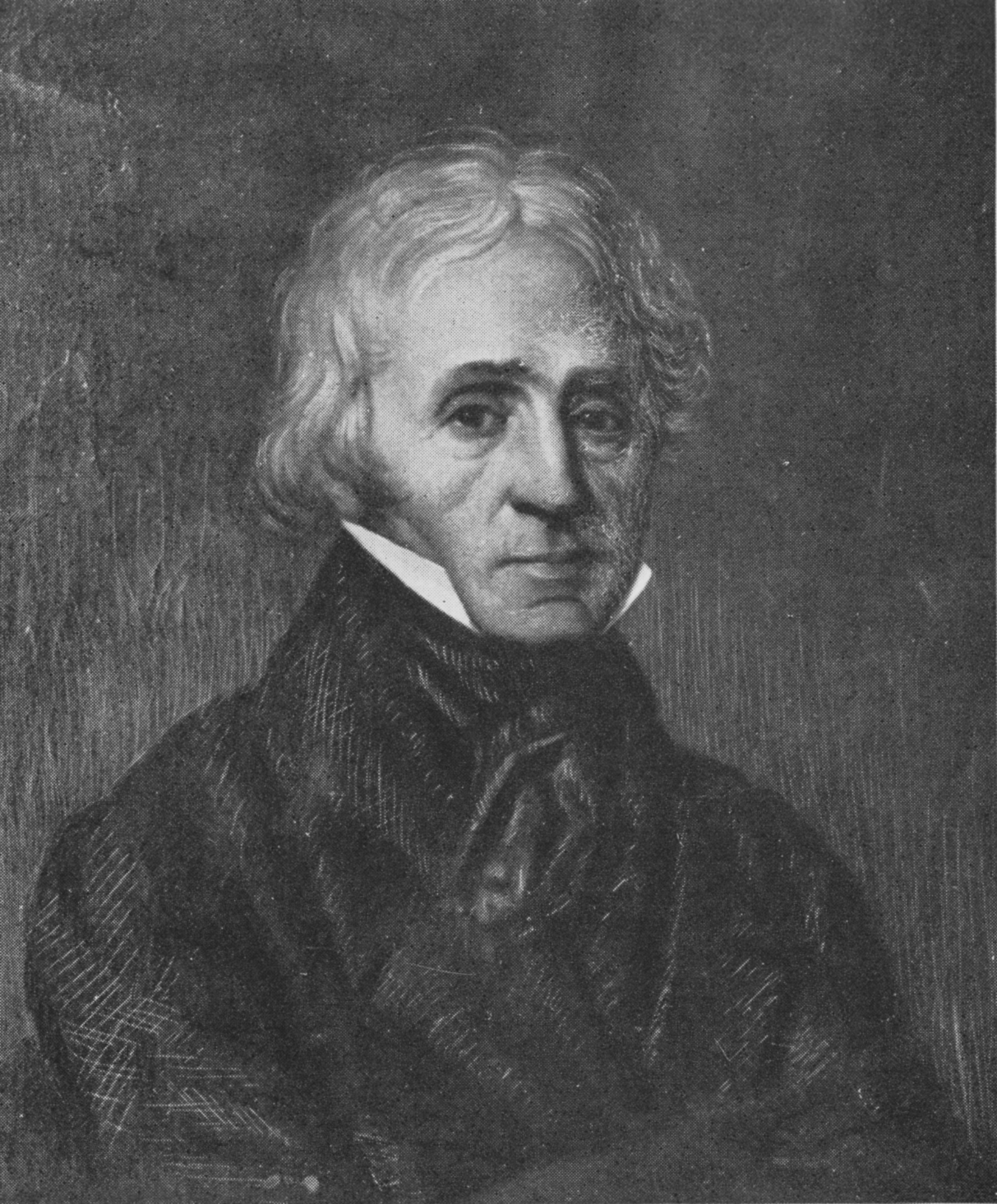
Louis Berlioz (1776–1848), der Vater des Komponisten

Berlioz’ Vater sollte ebenfalls Anwalt werden, setzte sich aber gegen seinen Vater durch und studierte Medizin. Er studierte an der neu eröffneten École Centrale in Grenoble und eröffnete später eine Landarztpraxis. Er gilt als der erste Arzt, der in Frankreich die Akupunktur bekannt machte. Louis Hector plante, dass Sohn Hector eines Tages seine Landarztpraxis übernehmen sollte, was später im Erwachsenenalter des Komponisten zu Konflikten führen sollte. Nicolas Marmion, der Vater von Berlioz’ Mutter, war wie Louis Berlioz ebenfalls Anwalt; sein Grundbesitz in La Côte wurde von Berlioz Vater übernommen. „Le bon Louis“, wie Berlioz’ Vater genannt wurde, war wegen seines Pflichtbewusstseins und seiner Hilfsbereitschaft sehr beliebt; sein Tod wurde vom ganzen Ort betrauert.
Vater Louis Berlioz war prägend für das spätere Leben seines Sohnes Hector. Trotz der späteren Konflikte mit dem Vater wegen seiner Berufswahl war es ihm, wie seine Briefe sowie seine Lebenserinnerungen Mémoires zeigen, auch im Erwachsenenalter wichtig, sich der Liebe seines Vaters sicher zu sein. Als Vater Louis seinen Sohn im Kindesalter unterrichtete, folgte er den Idealen von Jean-Jacques Rousseau und leitete seinen Sohn zu eigenständigem Lernen an. Berlioz’ späteres Interesse unter anderem an Literatur, Antike und Wissenschaft geht auf den Einfluss seines Vaters zurück.

#### Mutter Josephine
Das Bild von Hector Berlioz’ Mutter Josephine ist durch dessen Mémoires geprägt. Demzufolge war sie den Künsten gegenüber feindlich gesinnt und verfluchte ihren Sohn Hector, als dieser sich für die Komponistenlaufbahn entschied. Nahezu alle Biografen des  Komponisten gehen jedoch davon aus, dass sie und nicht ihr Mann Louis der emotionale Part in der Beziehung war. Laut den Mémoires war sie die Erste, die die Bedeutung spürte, als sich der junge Hector mit 12 Jahren in die ältere Estelle Dubeuf verliebte. Wie  sich Ferdinand Hiller, mit dem sich Berlioz in den späten 1820er Jahren in Paris anfreundete, erinnerte, sprach dieser in Liebe von seiner Mutter, bedauerte aber immer noch ihre Vorbehalte gegenüber der Kunst und seinem Berufswunsch. Dennoch soll sie laut Aussage von Berlioz’ Schwester Nancy heimlich stolz auf den Erfolg der Messe solennelle gewesen sein, während Vater Louis sich gleichgültiger äußerte. Ihre strikte Religiosität machte sich in ihrem Verhalten gegenüber ihrem Sohn erst bemerkbar, als dieser die Komponistenlaufbahn einschlug. Von Josephine Berlioz ist kein Porträtgemälde überliefert.

### Kindheit und Jugend

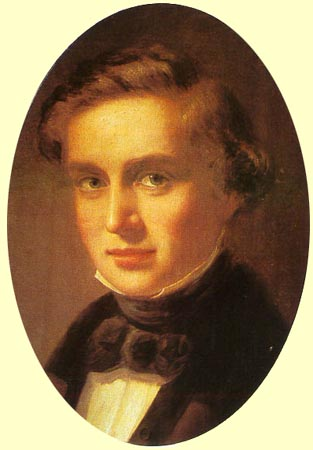
Berlioz im Kindesalter (Porträt möglicherweise nicht authentisch)

#### Kindheit und Jugend
Über Berlioz’ Kindheit in der Zeit von 1803 bis 1815 ist in der Familienchronik aus unbekannten Gründen wenig überliefert.
Im Frühjahr 1815 beging Berlioz seine Erstkommunion. Jahre später erkannte er als Erwachsener die Musik wieder, die er während der Erstkommunion gehört hatte, und zwar eine Adaption von „Quand le bien-aimé reviendra“ aus Nicolas Dalayracs Oper Nina ou La Folle par amour. Er schilderte später auch Momente von emotionalen Reaktionen in Kindheit und Jugend, und zwar zweimal nach der Lektüre von Vergil und einmal bei der Begegnung mit einer katholischen Prozession.

#### Estelle Dubeuf
In Meylan bei Grenoble, dem Heimatdorf des Großvaters, erlebte der zwölfjährige Berlioz während des alljährlichen Spätsommerurlaubs mit seiner Mutter und den Schwestern seine erste – unerwiderte – Romanze, als er der 18-jährigen Estelle Dubeuf begegnete. Estelle Dubeuf war die Tochter eines Steuerbeamten in Grenoble. Die Familie besaß eine Villa in Meylan, wo Estelle und ihre Schwester Ninon Teile des Sommers verbrachten. Es bestanden freundschaftliche Verbindungen zwischen den Familien Berlioz und Dubeuf. In den Mémoires schreibt Berlioz, dass er Estelle lediglich im Sommer 1815 begegnete, doch ist es wahrscheinlicher, dass er sie mehrere Male sah. Der junge Berlioz scheint Estelles Unerreichbarkeit akzeptiert zu haben. Estelle selbst hat die Gefühle des jungen Berlioz anscheinend nicht bemerkt, da sie ihn weiterhin freundschaftlich aufzog. Bereits zu dieser Zeit schrieb er Musik – großteils Lieder –, die von seiner Leidenschaft zu Estelle inspiriert war und die er zum Großteil wieder vernichtete. Eines dieser Lieder, das von Jean-Pierre Claris de Florians Estelle et Némorin inspiriert war, beeinflusste später das Streicherthema zu Beginn der Symphonie fantastique.

#### Unterricht
Es ist unklar, zu welchem Zeitpunkt genau Louis Berlioz begann, seinen Sohn Hector zu unterrichten. Zunächst kam Berlioz etwa um 1814 – nach eigener Aussage war er etwa zehn Jahre alt – an das petit seminaire in La-Côte-St.-André und bekam dort Unterricht in Latein. Doch schon nach kurzer Zeit nahm Louis Berlioz ihn wieder von der Schule und beschloss, ihn selbst zu unterrichten. Zusätzlich engagierte Vater Louis von Zeit zu Zeit auch Privatlehrer. Im Rückblick urteilte Berlioz später, dass ihn der Unterricht im Elternhaus zu sehr vor den Realitäten des Lebens abgeschirmt habe. Jedoch überwogen die Vorteile, da der liberale Unterrichtsstil seines  Vaters ihm den orthodoxen Unterricht an einer Regelschule ersparte. Literarisch lernte er unter anderem Plutarch, Charles Rollins Römische Geschichte, Jean de La Fontaine, Miguel de Cervantes, Jean-Pierre Claris de Florians Estelle et Némorin, Jean-Jacques Rousseau und François-René de Chateaubriand kennen; von Vergil und Horaz konnte er Passagen auswendig zitieren. Auf dem Gebiet der Geografie führte seine Faszination für Asien und die Südsee dazu, dass er mehr über Asien wusste als über sein Heimatland Frankreich.
Daneben gab Louis Berlioz seinem Sohn Musikunterricht. Seinen Sohn für einen eventuellen Musikerberuf vorzubereiten, beabsichtigte Berlioz’ Vater jedoch nicht. Um die Begeisterung seines Sohnes für die Musik nicht allzu sehr zu fördern, verweigerte Vater Berlioz ihm den Unterricht am Klavier. In seinen Mémoires beschrieb Berlioz diesen Umstand allerdings als Vorteil, da er seine Imagination förderte und es ihm ermöglichte, ohne Umweg über das Klavier für das Orchester zu komponieren. Nach dem Urteil von Berlioz’ späterem Freund Ferdinand Hiller hat es niemals einen berühmten Komponisten gegeben, der unter ungünstigeren musikalischen Bedingungen aufwuchs als Berlioz, der erst im Alter von 18 Jahren ernsthaft mit der Musik in Berührung kam.
Andererseits schenkte Louis Hector seinem Sohn 1816 eine Flöte sowie eine Ausgabe von François Deviennes Méthode de flute théorique et pratique, das der junge Hector im Selbststudium durcharbeitete, und brachte ihm das Notenlesen bei. Von einem Lyoner Geiger namens Imbert, der eine Zeitlang in La Côte-Saint-André verbrachte, bekam Berlioz 1817 Gesangsstunden. Als Imbert nach Lyon zurückkehrte, wurde Berlioz ab 1818 von François-Xavier Dorant aus dem elsässischen Colmar in Gitarre und Flöte unterrichtet. Der Gitarrenunterricht ging bis 1821 und endete höchstwahrscheinlich, weil Dorant seinem Schüler nichts mehr beibringen konnte.
Für die Zeit ab 1818 sind auch Berlioz’ erste kompositorische Gehversuche überliefert. So schrieb er mehrere Kompositionen, unter anderem zwei Quintette, die er auch überarbeitete und einigen Verlagen anbot.
Nachdem Berlioz 1821 im zweiten Anlauf das Baccalauréat bestanden hatte, schenkte Vater Louis ihm eine Gitarre. Zum gleichen Zeitpunkt bahnte sich der Konflikt zwischen dem väterlichen Wunsch eines Medizinstudiums und Berlioz’ Wunsch, die Musikerlaufbahn einzuschlagen, an. Vater Berlioz war sich der Wünsche seines Sohnes, der sich noch unsicher fühlte, seinen Standpunkt zu vertreten, nicht bewusst. Louis Berlioz selbst war politisch eingespannt, als er vorübergehend zum Bürgermeister gewählt wurde und nach drei Monaten zurücktrat, als er Unregelmäßigkeiten seines Vorgängers entdeckte.

### Studium

#### Medizin
1821 reiste Berlioz mit seinem Cousin Alphonse Robert nach Paris und begann an der École de Médecine sein Medizinstudium. Sofort reagierte er mit Widerwillen gegen das Medizinstudium, was sich unter anderem darin äußerte, dass er und sein Cousin, Jean Racine zitierend, während der Sektion Leichenteile an Spatzen verfütterten. Wohltuend wirkten auf ihn hingegen seine Besuche in der Opéra, in deren Spielplan er zunächst jedoch die Opern von Christoph Willibald Gluck vermisste. Stattdessen sah er Antonio Salieris Les Danaïdes, was nach seinen bisherigen begrenzten musikalischen Eindrücken in seinem Geburtsort eine neue Erfahrung darstellte. Wenig später, drei Wochen nach seiner Ankunft in Paris, hatte er dann doch die Möglichkeit, eine Aufführung von Gluck – Iphigénie en Tauride  – zu besuchen. Dieses Erlebnis bestärkte ihn in seinem Entschluss, Musiker werden zu wollen. Noch spielte sich dieser Konflikt in seinem Inneren ab; auch in seinen Briefen an seine Schwester Nancy sparte er dieses Thema aus. So bestand er auch im Juli 1822 seine Abschlussprüfungen des ersten Studienjahres.
Daneben besuchte er außerhalb des Medizinstudiums Vorlesungen über französische Geschichte an der Sorbonne bei Charles de Lacretelle und über Literatur am Collège de France bei François Andrieux. Sein Entschluss, Musiker werden zu wollen, erfuhr eine weitere Bestärkung, als er begann, die Bücherei des Conservatoire zu besuchen. Dort studierte er beispielsweise die Partituren beider Iphigenie-Opern von Gluck (Iphigénie en Aulide und Iphigénie en Tauride). Berlioz beschloss, sich seinem Vater mitzuteilen, der den Entschluss seines Sohnes für eine kurzfristige Laune hielt. Es folgte ein vier- bis sechswöchiger Besuch im Elternhaus, über dessen Verlauf jedoch nichts bekannt ist.
Als die École de Médecine im November 1822 auf Grund politischer Wirren, auf die König Ludwig XVIII. mit Eingriffen in das akademische Leben reagierte, für fünf Monate schließen musste, beendete Berlioz sein Medizinstudium und wurde Schüler von Jean-François Lesueur.

#### Musik

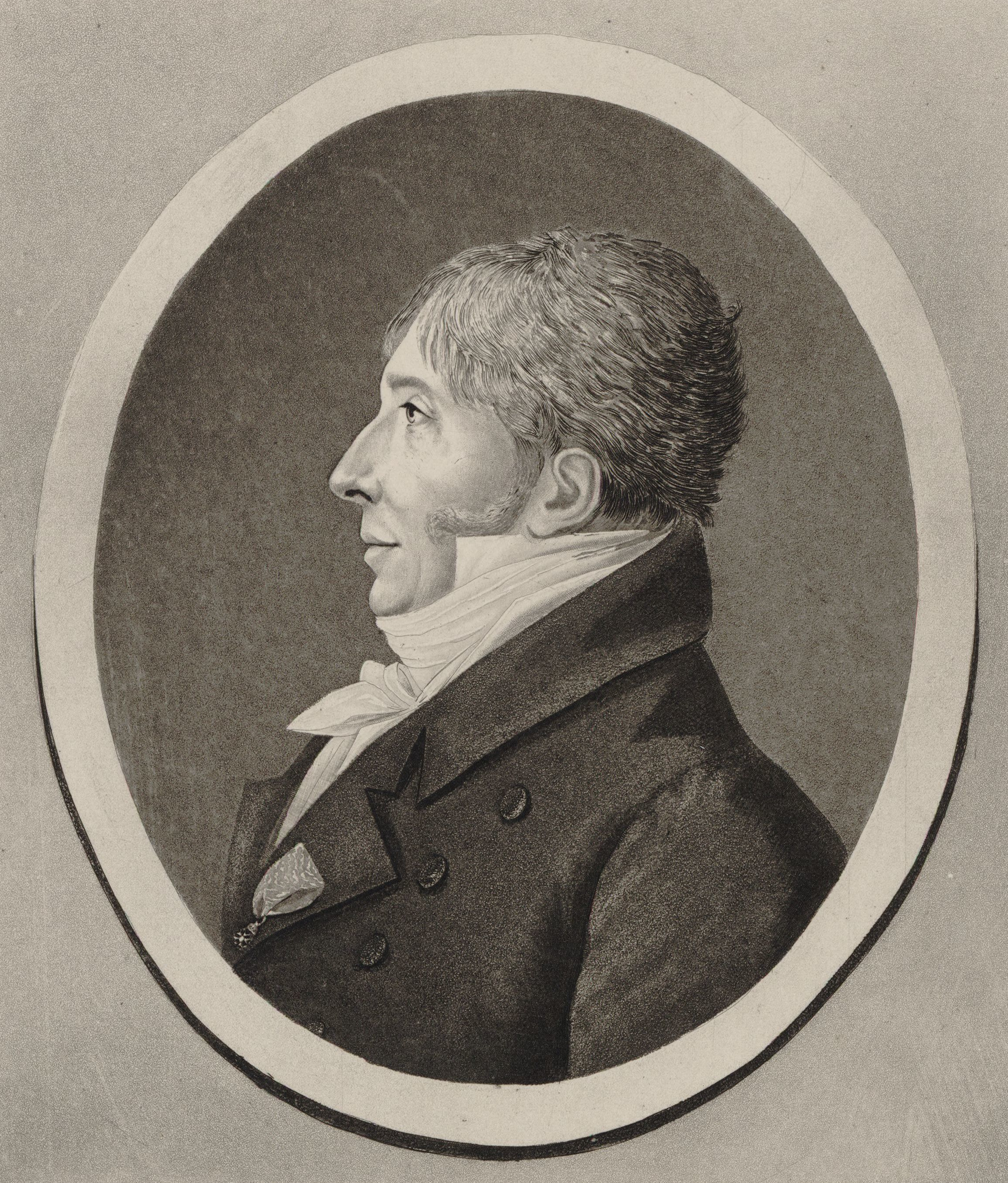
Jean-François Lesueur (1818, Edme Quenedey), Lehrer von Berlioz

Im Lauf des Jahres lernte Berlioz Hyacinthe Gerono kennen, der am Conservatoire bei Jean-François Lesueur studierte und ebenfalls Gluck-Verehrer war. Erfolgreich vermittelte Gerono ein Treffen zwischen Berlioz und Lesueur. Berlioz wurde Lesueurs Student und war mit Lesueur bis zu dessen Tod im Jahr 1837 befreundet. Mit Geronos Hilfe holte Berlioz seine Wissensrückstände auf; daneben studierte er die Werke von Gluck, Gaspare Spontini und Ludwig van Beethoven.
Im Frühjahr 1823 forderte Louis Berlioz seinen Sohn auf, nach Hause zurückzukehren. Zu dieser Zeit hatte Berlioz Schulden, nachdem er einige Lieder auf eigene Kosten veröffentlicht hatte. Vergeblich schlug Louis Berlioz seinem Sohn vor, Jura zu studieren. In der Hoffnung, dass Hectors Leidenschaft für die Musik nachlassen würde, gab Louis Berlioz unter der Bedingung nach, dass sein Sohn die Abschlussprüfung zum Bachelier ès sciences physiques ablegen sollte, was diesem am 12. Januar 1824 gelang.
Lesueur sollte sich als einflussreicher Lehrer für Berlioz erweisen, indem er unter anderem systematisierte, was Berlioz vorher intuitiv gefühlt hatte, und an seinen Schüler glaubte. Mit Lesueur teilte Berlioz seine Abneigung gegen die Musik Gioachino Rossinis. In dieser Zeit bildeten Berlioz und Gerono mit anderen Gleichgesinnten eine Gruppe von Musikenthusiasten, die gemeinsam Opernaufführungen besuchten. Berlioz’ Idee, eine Oper zu schreiben und François Andrieux als Librettisten zu gewinnen, scheiterte, als Andrieux mit Hinweis auf sein Alter ablehnte. Zu Berlioz’ Kompositionen dieser Zeit gehören die Oper Estelle et Némorin, die Messe solennelle und die Oper Les francs-juges.

### Messe solennelle
Den Auftrag zur Messe solennelle bekam Berlioz im Mai 1824 für Ende Dezember des Jahres – vielleicht auf Vermittlung durch Lesueur – von Masson, dem Chorleiter der St-Roch-Kirche. Möglicherweise aus diesem Grund verlangte Louis Hector von seinem Sohn, nach Hause zurückzukehren. Trotz der anfänglich guten Atmosphäre während Berlioz’ Aufenthalts brach der Konflikt um seinen Berufswunsch wieder auf, doch beharrte Berlioz weiter auf seinem Standpunkt.
Die Generalprobe für die Messe am 27. Dezember 1824 scheiterte jedoch, unter anderem wegen mangelhafter Orchesterstimmen und abwesender Musiker. Der daraufhin folgende scharfe Briefwechsel zwischen Vater und Sohn wurde auf Berlioz’ Bitte hin von seinem Onkel Victor geschlichtet. Nach einer Überarbeitung der Messe wurde der 10. Juli 1825 als neuer Aufführungstermin festgesetzt. Berlioz’ Freund Augustin de Pons lieh ihm das nötige Geld und organisierte Chor und Orchester. Seiner Schulden wegen bezog Berlioz u. a. eine günstigere Wohnung und gab Flöten- und Gitarrenunterricht.
Die Aufführung der Messe wurde ein großer Erfolg bei Publikum und Presse. Der Erfolg verhalf Berlioz zu einer besseren Position seinen Eltern gegenüber und machte ihn sowohl emotional als auch finanziell von ihnen unabhängiger.

### Prix de Rome
Nach dem Erfolg der Messe solennelle komponierte Berlioz mit der Scène héroïque und der dreiaktigen Oper Les francs-juges seine nächsten Werke, fand aber keine Möglichkeiten, sie aufführen zu lassen. Trotz Fürsprache weigerte sich der von Berlioz verehrte Rodolphe Kreutzer, Leiter der Pariser Oper, die Werke in den concerts spirituels der Operá aufzuführen.
Im Februar 1825 wurde die Pariser Musikszene von der Anwesenheit Carl Maria von Webers beherrscht, als dieser nach Paris kam, um gegen unautorisierte Aufführungen des Freischütz vorzugehen. Berlioz, der Webers Musik zunächst seltsam gefunden hatte, wandelte sich zu einem Bewunderer des Komponisten. Berlioz hatte innerhalb weniger Stunden gleich zweimal die Gelegenheit, Weber persönlich zu sprechen, verpasste ihn jedoch knapp.
Während seiner Arbeit an Les francs-juges im Sommer 1826 nahm Berlioz an dem von der Académie de France à Rome veranstalteten Prix de Rome teil, scheiterte jedoch in der Vorrunde. Auf Betreiben Lesueurs schrieb Berlioz sich am Conservatoire ein, was vorher auf Grund der unsicheren Situation durch Berlioz’ Konflikt mit seinen Eltern nur bedingt möglich gewesen wäre. Am Conservatoire sollte Berlioz unter anderem den für die Vorrunde des Prix de Rome erforderlichen Kontrapunkt studieren. Die Situation erforderte einen erneuten Kompromiss mit seinem Vater. Das Verhältnis war bald wieder getrübt, als Vater Berlioz von den Schulden seines Sohnes im Zusammenhang mit der Messe solennelle sowie von dessen Scheitern beim Prix de Rome erfuhr und daraufhin die Wechsel kürzte. Berlioz spielte kurz mit dem Gedanken, nach Brasilien auszuwandern. Stattdessen nahm er eine Stelle als Flötist beim Théâtre de Nouveautés an.

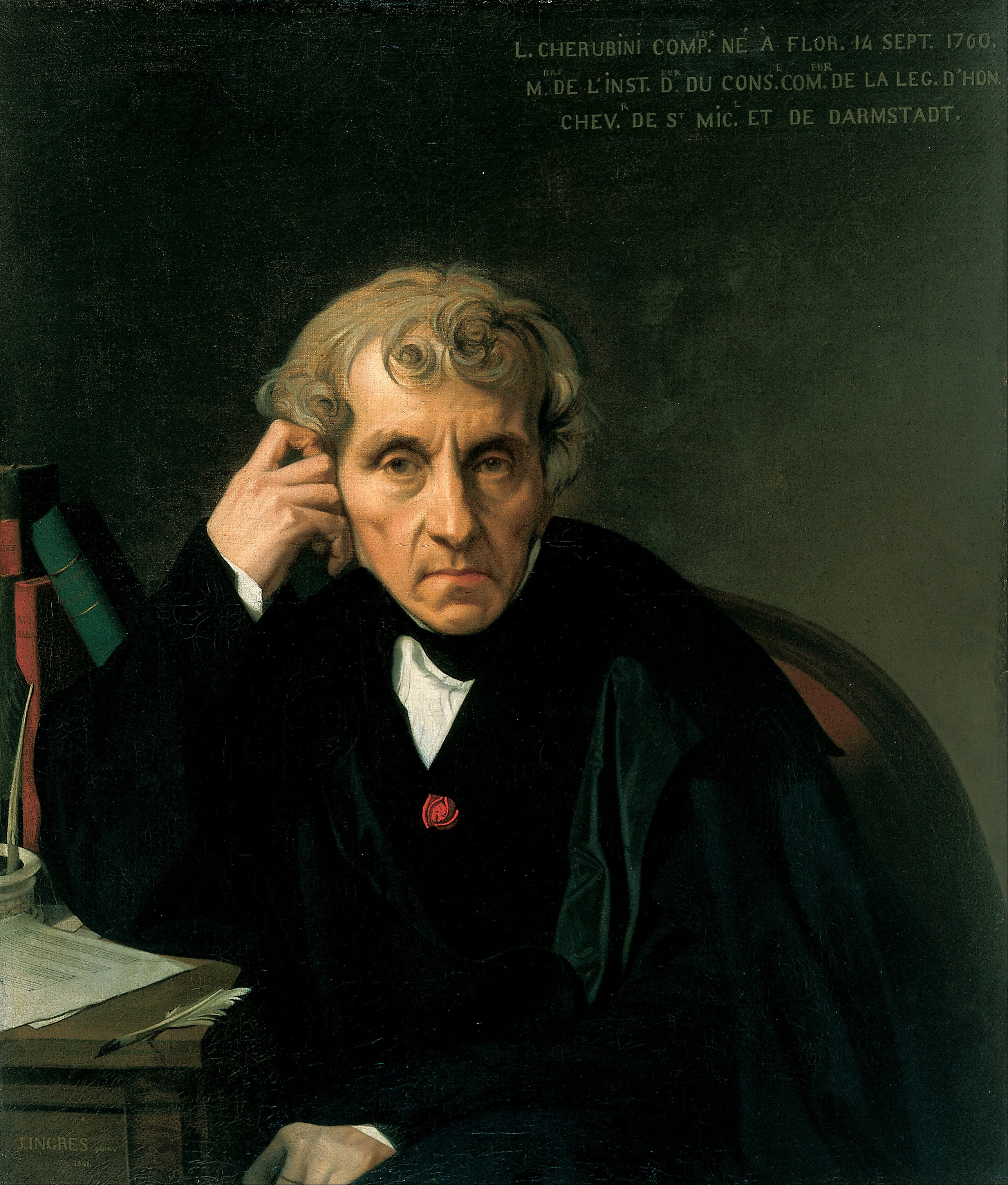
Luigi Cherubini (1841, Jean-Auguste-Dominique Ingres), Lehrer von Berlioz
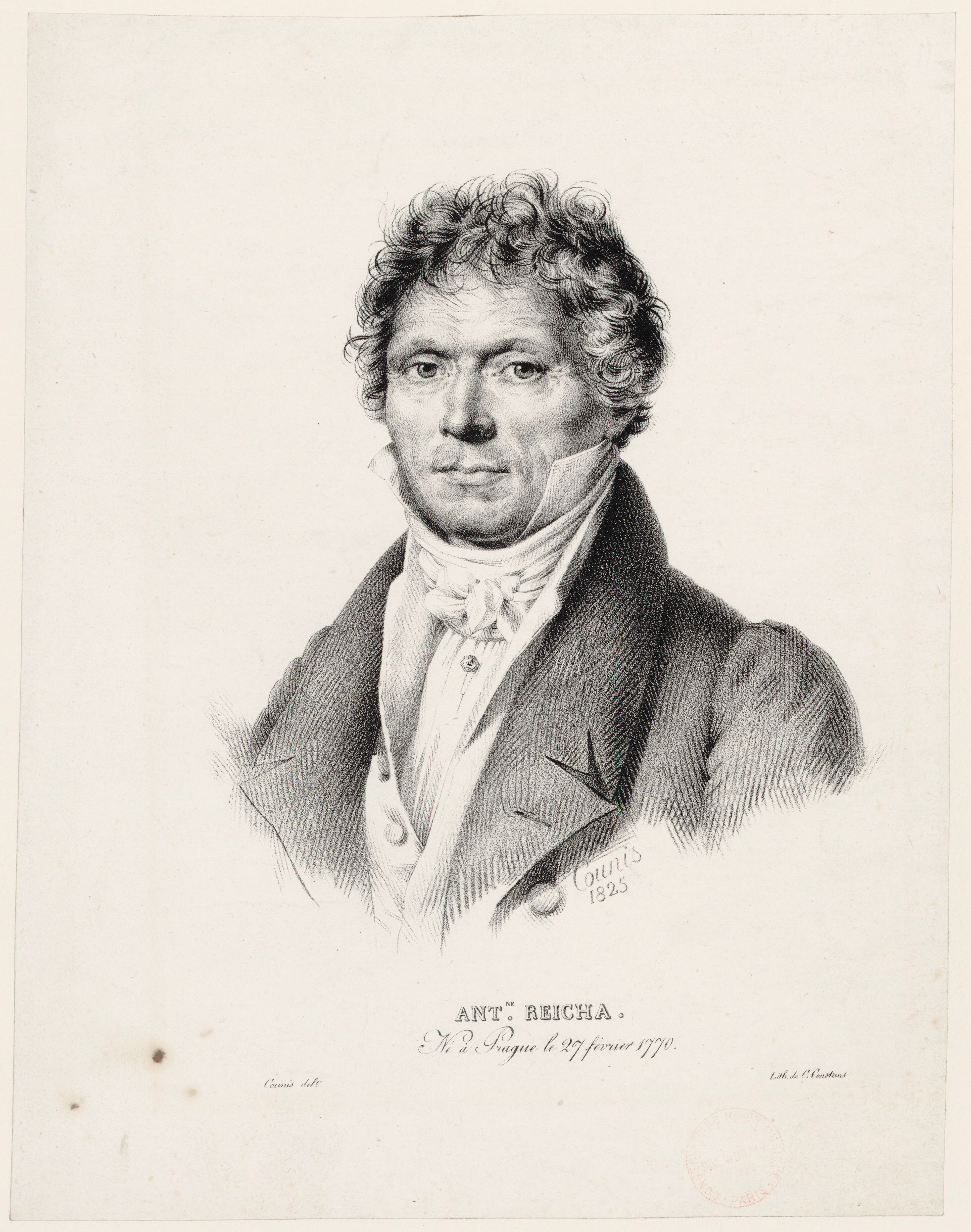
Anton Reicha (1825), Lehrer von Berlioz
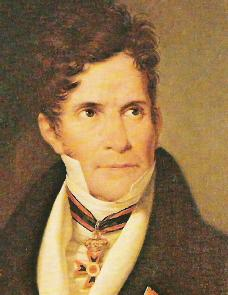
Gaspare Spontini (Franz Krüger, Datum unbekannt), Vorbild und Freund von Berlioz
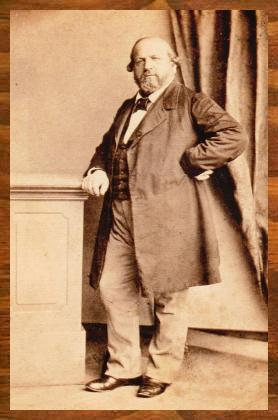
Ferdinand Hiller (Künstler und Datum unbekannt), Freund von Berlioz
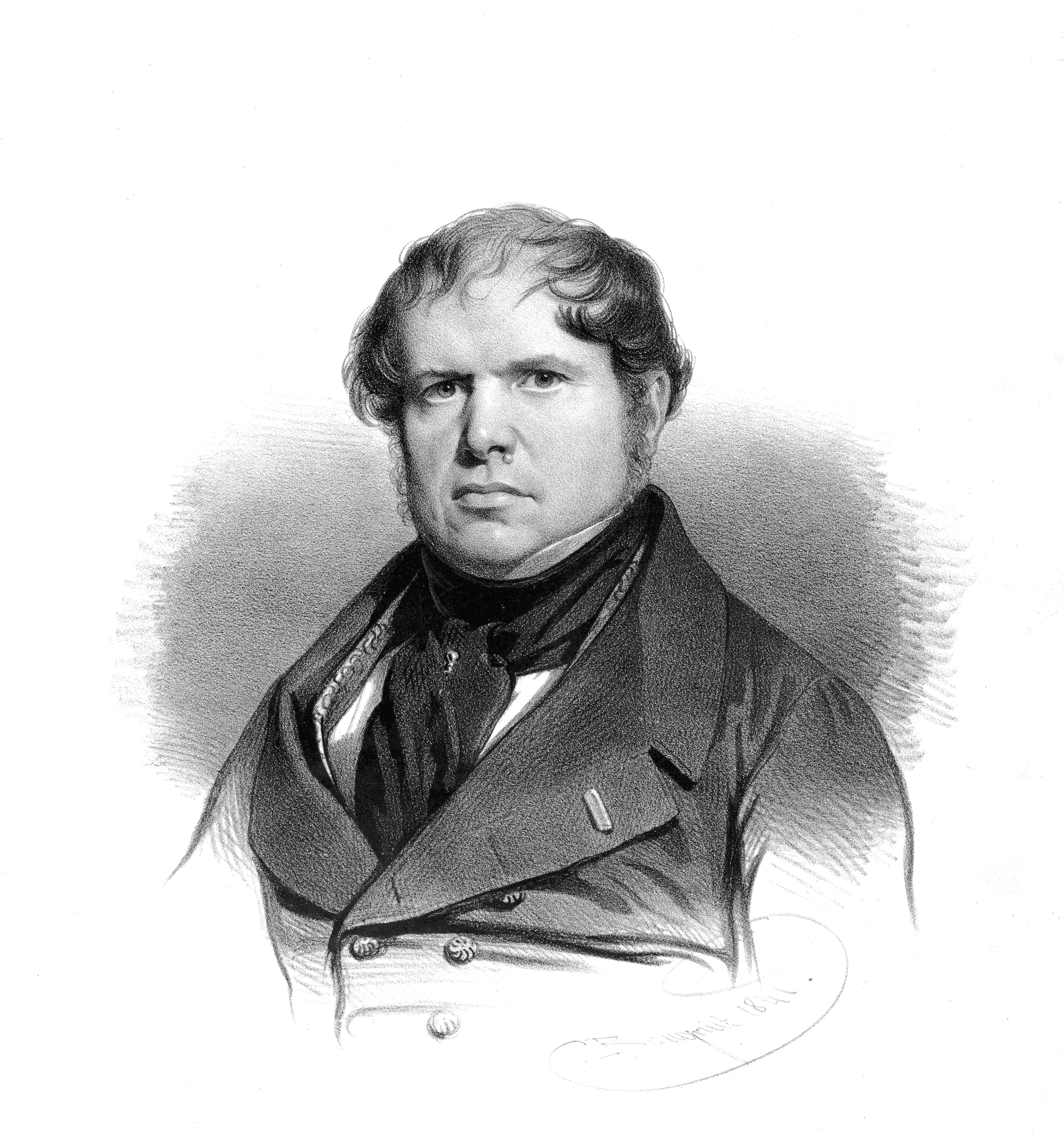
François-Joseph Fétis (1841), Musikkritiker

Unter dem Eindruck des Erfolgs der Messe solennelle nahm Luigi Cherubini, der Leiter des Conservatoire, Berlioz bereitwillig als neuen Schüler auf. Berlioz kam in die Kontrapunktklasse von Anton Reicha, der den Kontrapunktstil seines Schülers wesentlich beeinflussen sollte. Berlioz selbst beschrieb Reicha später als ausgezeichneten Lehrer, der fast immer die Regeln, die er seinen Schülern beibrachte, auch habe begründen können, von dem er auch viel über Kontrapunkt gelernt habe, der aber auch zu sehr der Tradition verhaftet gewesen sei.
Im Sommer 1827 scheiterte Berlioz beim Prix de Rome mit seiner dramatischen Kantate Orphée, weil er sich bei der Komposition Freiheiten nahm, die der Jury zu weit gingen; zusätzlich misslang die Aufführung der Kantate. Im August erkrankte Berlioz an einer Mandelentzündung; die väterliche Sorge um den Sohn brachte beide einander wieder näher. Gleichzeitig zerschlugen sich die Hoffnungen auf eine Aufführung von Les franc-juges im Odéon, als die Aufführung neuer französischer Opern verboten wurde.

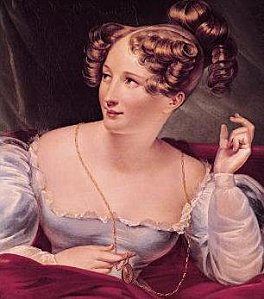
Harriet Smithson (1832)

Im Spätsommer des Jahres 1827 wurde Paris von einer bis dahin stetig wachsenden Shakespeare-Begeisterung erfasst, als eine Londoner Theatergesellschaft unter der Leitung von Charles Kemble Hamlet, Romeo und Julia, Othello, Richard III., Macbeth und König Lear aufführte. Am 11. September 1827 wurde im Odéon Hamlet mit der Schauspielerin Harriet Smithson als Ophelia gegeben. Berlioz zeigte sich überwältigt von Smithson und ihrem Spiel. Vergeblich erklärte er ihr in einem Brief seine Liebe.
Am 27. November 1827 führte er – zum ersten Mal als Dirigent – seine Messe solennelle auf. Das Konzert glich seinen Misserfolg beim Prix de Rome wieder aus. Es folgte am 26. Mai 1828 ein Konzert komplett mit eigenen Werken, und zwar unter anderem mit Ausschnitten aus Les francs-juges, mit der Waverley-Ouvertüre, der Orphée-Kantate und der Scène héroïque. Das Konzert fand ein positives Echo in der Presse; es entstand die Idee eines möglichen Opernprojekts. Die finanziellen Verluste des Konzerts sorgten jedoch zu Spannungen mit Vater Louis, der die Zahlungen an seinen Sohn einstellte. Lesueur sprang ein, um seinem Schüler die Teilnahme am diesjährigen Prix de Rome doch noch zu ermöglichen.
Während der Konzertvorbereitungen entwickelte Berlioz eine Faszination für Ludwig van Beethoven, als er Konzerte unter anderem mit dessen Erster und Zweiter Sinfonie, der Eroica und der Schicksalssinfonie sowie dem Violinkonzert, dem Oratorium Christus am Ölberge und Ausschnitten der Messe in C-Dur und der Missa solemnis hörte. Als Lesueur sich von der Fünften Sinfonie zunächst überwältigt zeigte, sich später aber zurückhaltend äußerte, ging Berlioz innerlich auf Distanz zu seinem Lehrer.
1828 belegte Berlioz beim Prix de Rome mit der Kantate Herminie, der Vertonung einer Episode aus Torquato Tassos La Gerusalemme liberata, den zweiten Platz und verfehlte den ersten Platz nur knapp um zwei Stimmen. Dieser Erfolg versöhnte seine Eltern, wie sich bei seinem Besuch im Elternhaus im September 1828 zeigte. Nach seiner Rückkehr nach Paris schrieb Berlioz innerhalb weniger Monate als sein Opus 1 die Huit scènes de Faust, nachdem ihn kurz zuvor Gérard de Nervals französische Übersetzung von Johann Wolfgang von Goethes Faust fasziniert hatte. Berlioz widmete die Huit scènes de Faust seinem Freund Humbert Ferrand. Auf Anregung von Ferdinand Hiller, den Berlioz im Winter 1828/29 kennengelernt hatte und der ein enger Freund des Komponisten wurde, sandte Berlioz ein Exemplar des Werks an Goethe.
Nachdem Berlioz in die Rue de Richelieu gezogen war, stellte er fest, dass Harriet Smithson ein Appartement ganz in der Nähe bewohnte, und sah sie nun regelmäßig auf der Straße. Er begann, Englischstunden zu nehmen. Berlioz machte sich Hoffnungen, jedoch erreichten sie seine Briefe nicht und ihr wurde fälschlicherweise zugetragen, er sei Epileptiker. Schließlich erteilte sie Berlioz’ Avancen eine klare Absage.
Im Lauf des Jahres 1829 vertiefte sich Berlioz’ Verehrung für Beethoven, als Konzerte vor allem mit dessen Sinfonien gegeben wurden. In diesem Zusammenhang entdeckte Berlioz sein Talent als Musikkritiker. Nach seinem ersten Artikel mit Überlegungen zu religiöser Musik für den Correspondant schrieb er einen ausführlichen biografischen Artikel über Beethoven, in dem er unter anderem die Neunte Sinfonie und das Streichquartett Nr. 14 als Meisterwerke würdigte. Dieser Artikel war eine Reaktion auf einen biografischen Beethoven-Artikel des Musikkritikers François-Joseph Fétis, der unter anderem Beethovens Spätstil mit dessen verwirrtem Geist erklärt hatte.
Um von seinen Eltern finanziell komplett unabhängig zu werden, unternahm er mit der Kantate Cléopâtre einen erneuten Versuch beim Prix de Rome, scheiterte aber erneut, weil er noch neuartiger als bei Orphée im Jahr 1827 komponierte. Vater Berlioz kürzte erneut die Zuwendungen. Berlioz wurde – möglicherweise ab Januar 1830 – Gitarrenlehrer an Mme Aubrées Mädchenschule in Marais. Zugleich gab er an Allerheiligen 1829 ein Konzert unter anderem mit eigenen Werken. Das Konzert wurde ein Erfolg bei der Kritik, brachte einen Gewinn von 150 Francs und war wochenlang Gesprächsthema; zugleich entspannte es die familiäre Situation. Berlioz erwog Opernprojekte und begann mit der Arbeit an den Mélodies, einer Liedervertonung nach Gedichten von Thomas Moore.

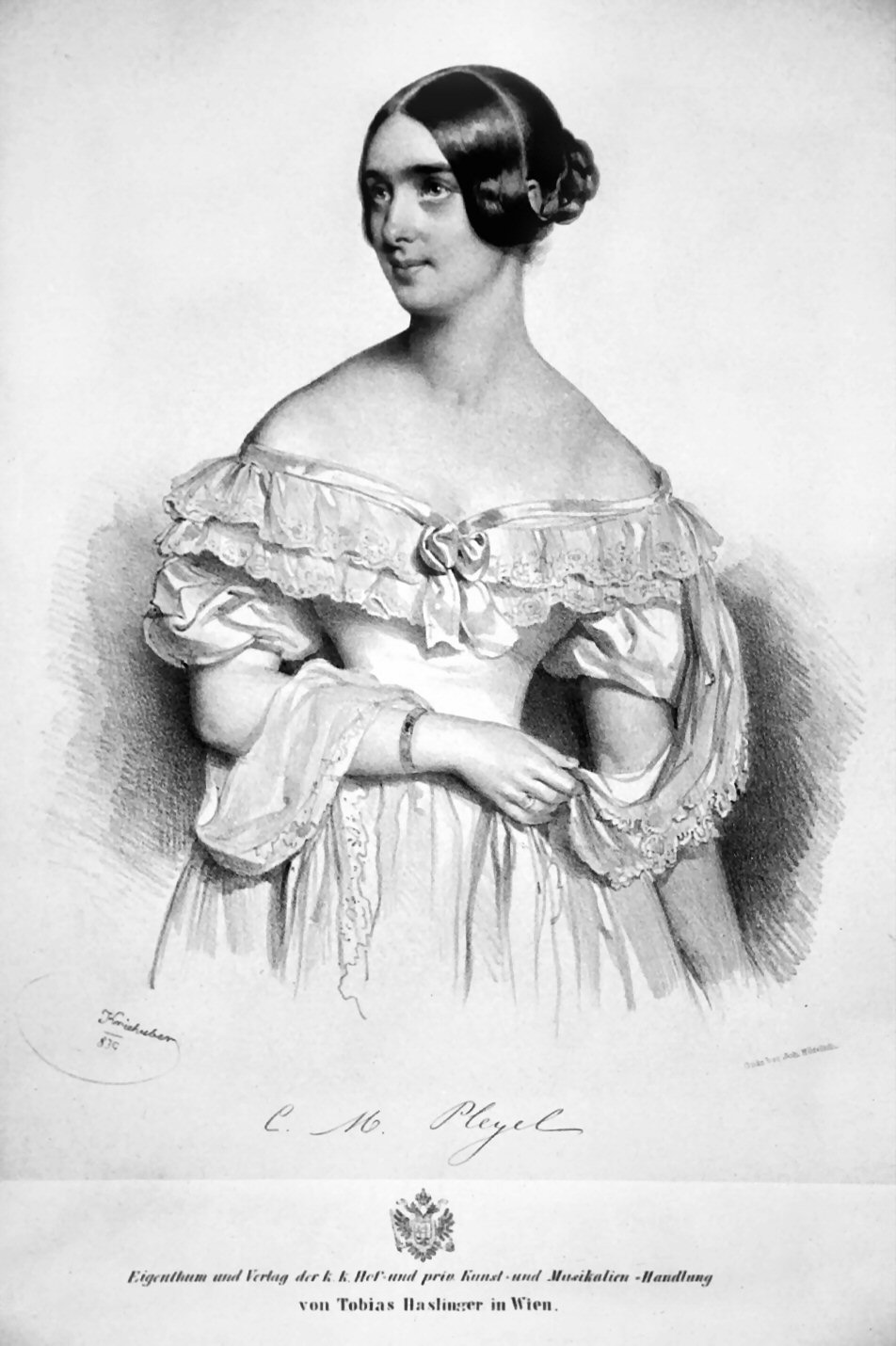
Camille Moke (1839)

Während der Arbeit an der Symphonie fantastique, mit der er seine Emotionen in Bezug auf Harriet Smithson verarbeitete, lernte Berlioz die achtzehnjährige Pianistin Camille Moke kennen. Sie unterrichtete Klavier an Mme Aubrées Mädchenschule in Marais, an der Berlioz Gitarrenlehrer war. Sie und Hiller hatten sich angefreundet und waren möglicherweise auch ein Liebespaar. Berlioz und Camille verliebten sich ineinander. Am 6. Juni 1830 versuchten sie durchzubrennen, machten aber bereits im Pariser Vorort Vincennes kehrt. Camilles Mutter wollte ihre Tochter durch eine Heirat finanziell abgesichert sehen, Berlioz müsse daher den Prix de Rome gewinnen. Unter dem Eindruck ihres Fluchtversuchs wurden Berlioz und Camille in ihren Möglichkeiten, sich zu treffen, eingeschränkt.
Am 14. Juli 1830 trat Berlioz – wie er sich vornahm, unabhängig vom Ausgang zum letzten Mal – beim Prix de Rome an. Bei der Komposition seiner Kantate La mort de Sardanapale nach einem Text von Jean-François Gail über die letzte Nacht des assyrischen Königs Sardanapal hielt er sich diesmal zurück und komponierte traditionell. Im Schatten der Julirevolution von 1830 ging Berlioz diesmal als Sieger aus dem Wettbewerb hervor. Mit dem Gewinn des Prix de Rome war ein fünfjähriges Stipendium mit zwei Jahren Aufenthalt in der Villa Medici in Rom und einem Jahr Aufenthalt in Deutschland verbunden. Zu Berlioz’ Enttäuschung fiel die Reaktion seiner Eltern zurückhaltend aus. Dies hatte mehrere Gründe; unter anderem machte man sich Sorgen um Vater Berlioz, der nach einer bereits länger bestehenden Schwerhörigkeit Gefahr lief, auch sein Augenlicht zu verlieren, und um Schwester Nancy, die noch unverheiratet war.
Nach dem Gewinn des Prix de Rome hatte Berlioz mehrere Aufgaben vor sich. So überarbeitete er die noch traditionellen Elemente der Sardanapal-Kantate. Die Kantate wurde am 29. Oktober 1830 im Rahmen der Preisverleihung aufgeführt und fand, obwohl die Umsetzung der finalen Szene mit der Feuersbrunst scheiterte, ein gutes Echo in der Presse. Am 7. November folgte in der Opéra die Aufführung der Kantate Der Sturm nach William Shakespeares gleichnamigem Theaterstück, zu der ihn Camille inspiriert hatte. Berlioz träumte davon, der Opéra eines Tages eine neue musikalische Richtung geben zu können; sein Opernlibretto zu Atala war bereits genehmigt. Angesichts seiner beginnenden Karriere unter anderem mit dem Opernprojekt, dessen Erfolg auch eine Heirat mit Camille ermöglicht hätte, versuchte Berlioz – allerdings vergeblich – von der Verpflichtung zum Romaufenthalt befreit zu werden.

### Symphonie fantastique
Am 5. Dezember 1830 fand die Uraufführung der Symphonie fantastique statt. Die Aufführung wurde ein voller Erfolg; der vierte Satz Marche au supplice musste wiederholt werden. Berlioz war überglücklich, als er durch das Werk die Gunst des von ihm verehrten Gaspare Spontini gewann. Daneben lernte Berlioz Franz Liszt kennen und entwickelte eine lebenslange Freundschaft zu Liszt sowie zu dessen Lebensgefährtin Carolyne zu Sayn-Wittgenstein.
Zur gleichen Zeit begann der Stern von Harriet Smithson zu sinken; zusätzlich verlor sie mehr als 6.000 Francs durch den Bankrott der Opéra Comique. Trotz anfänglicher Vorbehalte zeigte sich auch Camilles Mutter angetan von der Symphonie fantastique; die Aussichten auf eine Hochzeit mit Camille wurden konkreter.

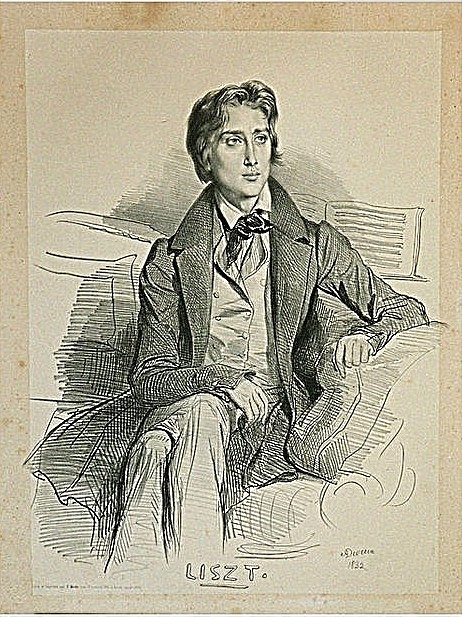
Franz Liszt (1832, Lithografie von Devéria)
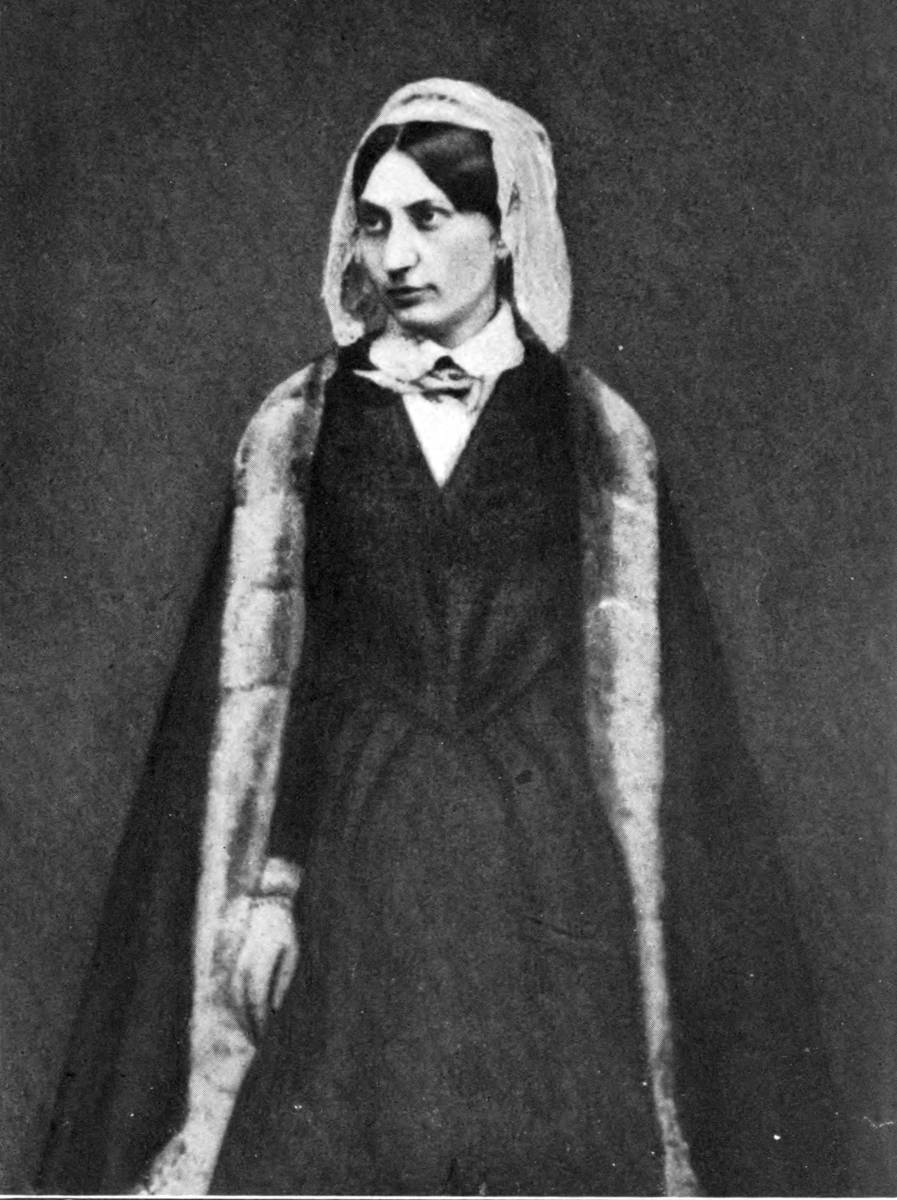
Carolyne zu Sayn-Wittgenstein. Daguerreotypie um 1847

### Rom-Aufenthalt

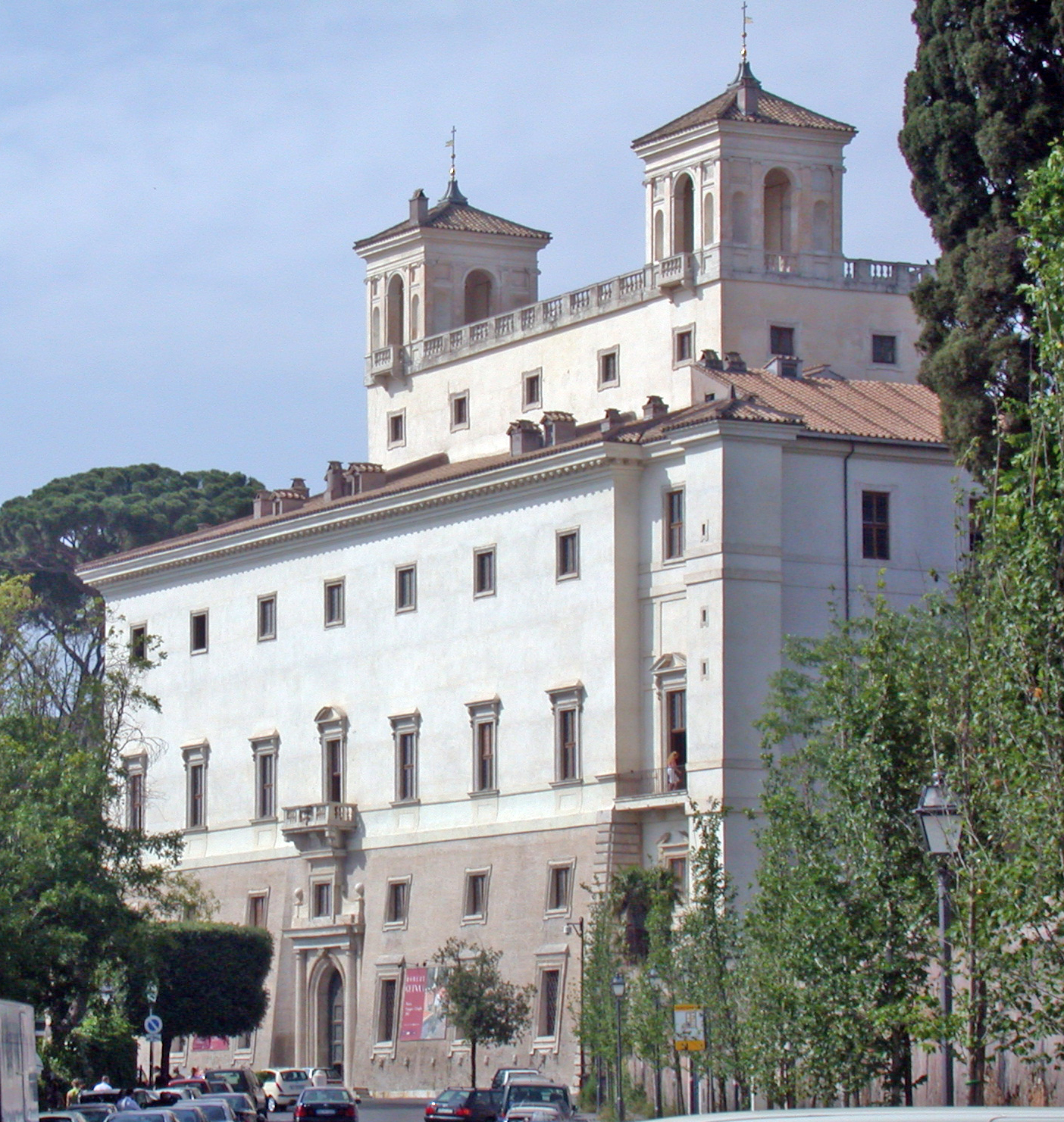
Die Villa Medici

Felix Mendelssohn Bartholdy (1846, Eduard Magnus)

Auf seinem Weg nach Rom machte Berlioz Zwischenstation in seinem Elternhaus, wo er Vorahnungen bekam, dass er Camilles Mutter nicht trauen könne. Tatsächlich heiratete Camille wenig später den Pianisten und Klavierbauer Joseph Etienne Camille Pleyel, den Sohn von Ignaz Josef Pleyel. Ferdinand Hiller vermutete später, die Hochzeit wäre schon vor Berlioz’ Abreise nach Rom arrangiert worden, doch hält es Berlioz-Biograf David Cairns für unwahrscheinlich, dass Camille Berlioz dermaßen hätte täuschen können. Cairns vermutet den Grund für Camilles Verzicht auf Berlioz in einem unbekannten Umstand, den Berlioz in einem Brief an Hiller andeutete und von dem laut Berlioz nur Camille wisse.
Am 8. Februar 1831 setzte Berlioz seine Reise fort. In Florenz zeigte er sich enttäuscht von den Aufführungen von Vincenzo Bellinis I Capuleti e i Montecchi und Giovanni Pacinis La vestale. Im März 1831 kam er in Rom an.
In Rom vermochte lediglich die Gesellschaft Felix Mendelssohn Bartholdys von Camille abzulenken. Sie unternahmen gemeinsame Ausflüge in der Umgebung von Rom. Mendelssohn hielt wenig vom Komponisten Berlioz, schätzte ihn aber als Menschen. Schließlich bekam Berlioz einen Brief von Camilles Mutter mit der Nachricht von Camilles Verlobung mit Camille Pleyel. Aufgewühlt beschloss Berlioz, verkleidet nach Paris zu reisen und dort Camille, ihre Mutter sowie Pleyel zu erschießen. Unterwegs beruhigte er sich und beschloss, von seinem Vorhaben abzulassen. Er machte Zwischenstopp in Nizza und verbrachte hier ein paar Wochen, die er später als glücklichste Zeit seines Lebens bezeichnete. Hier schrieb er die Konzertouvertüre Le roi Lear und begann eine weitere auf Grundlage von Walter Scotts Rob Roy.
Am 24. Mai 1831 trat er die Rückreise nach Rom an. In die Zeit nach seiner Rückkehr fiel Berlioz’ Idee zu Lélio ou Le retour à la vie, einer Fortsetzung der Symphonie fantastique. In den, wie Berlioz es nannte, „Barracken“ der Villa Medici fühlte er sich zum Nichtstun verdammt. Die einzige Verpflichtung bestand darin, die hier komponierten Musikstücke bei der Académie einzureichen. Als Leistungsnachweis schickte er das bereits sechs Jahre zuvor komponierte Resurrexit aus seiner Messe solennelle nach Paris. Es entging ihm nicht, dass „die Herren einen sehr beachtlichen Fortschritt fanden, einen spürbaren Beweis für den Einfluß meines Aufenthaltes in Rom auf meine Ideen und die vollständige Aufgabe meiner wunderlichen musikalischen Tendenzen“. Musikalisch zeigte er sich von Rom enttäuscht, wo es schon Glück sei, wenn man Rossini und keinen seiner Nachahmer höre; Mendelssohn teilte seine Meinung. Dennoch schrieb Berlioz in Rom weitere Werke wie zum Beispiel die in Nizza begonnene Rob-Roy-Ouvertüre und überarbeitete die Symphonie fantastique. Nach Meinung von Biograf David Cairns legte der Aufenthalt in Rom den Grundstein für Berlioz’ nächste 30 Jahre als Komponist.

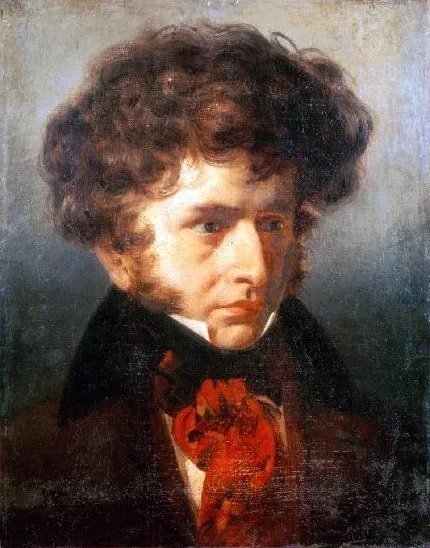
Hector Berlioz (1832, Émile Signol)

Unterdessen freundete sich Berlioz mit Horace Vernet, dem Direktor der Académie de France in Rom, der sich großmütig gegenüber Berlioz’ versuchter Flucht nach Paris gezeigt hatte, und dessen Vater Carle Vernet an. Vom 6. bis zum 19. Juni 1831 bekam er erneut Besuch von Felix Mendelssohn Bartholdy. Sie teilten beispielsweise ihre Verehrung für Gluck, unterschieden sich unter anderem aber in religiösen und philosophischen Fragen. Während Berlioz Mendelssohns Musik schätzte, bedauerte Mendelssohn Berlioz’ Geringschätzung für Johann Sebastian Bach. Ferner schloss Berlioz Freundschaften wie zum Beispiel mit dem Bildhauer Antoine Étex und dem Architekten Joseph-Louis Duc, freundete sich mit den Einwohnern der Umgebung an, spielte Musik für sie und unternahm Ausflüge beispielsweise nach Subiaco, Tivoli und Neapel.
Im Mai 1831 fand Berlioz eine Möglichkeit, bereits im Mai 1832 und damit ein Jahr früher aus Rom abzureisen. Wenig später, im November 1831, schrieb er für die Revue européene, das Nachfolgeblatt des Correspondant, einen ausführlichen Artikel über den Zustand der italienischen Musik. Berlioz erfuhr, dass seine Schwester Nancy einen Richter aus Grenoble geheiratet hatte und sein elfjähriger Bruder Prosper sich weigerte zu lernen und sogar von zu Hause fortlief. Berlioz zweifelte am Sinn, Kindern Latein und Griechisch beizubringen, um sie später lediglich Medizin oder Jura studieren zu lassen; man sollte sie lieber die Anforderungen des realen Lebens kennenlernen und sie zum Beispiel aktuelle Sprachen lernen lassen. Gleichzeitig äußerte er seine Abneigung gegen die Ehe. Ende April fertigte der Maler Émile Signol für die Villa Medici ein Porträt von Berlioz an.
Am 2. Mai 1832 trat Berlioz seine Heimreise an. In Florenz sah er Vincenzo Bellinis La sonnambula und war ähnlich enttäuscht wie ein Jahr zuvor von I Capuleti e i Montecchi. Bei seiner Rückkehr empfing ihn seine Familie herzlich und mit Freude. Unter seinem Einfluss ging Prosper wieder in die Schule. Während deutlich wurde, dass die Beziehung zwischen Berlioz und Schwester Adèle enger wurde, entfernte sich Berlioz innerlich von Schwester Nancy, da sie in seinen Augen nun Mitglied der Bourgeoisie geworden war.

### Hochzeit mit Harriet Smithson
Unterdessen traf Berlioz weitere Vorbereitungen für das geplante Konzert mit der Symphonie fantastique und Lélio ou Le retour à la vie und reiste im Herbst 1832 nach Paris. Zufällig war Harriet Smithson kurz zuvor in Paris angekommen. Auch ihr Versuch, als Theatermanagerin Fuß zu fassen, war fehlgeschlagen. Berlioz ließ ihr über den englischen Journalisten Sutter Karten für das Konzert zukommen. Im Gegensatz zum Publikum wurde Harriet Smithson erst während des Konzerts bewusst, dass sie die Symphonie fantastique inspiriert hatte. Sie beglückwünschte Berlioz zu seinem Erfolg. Bereits am nächsten Tag wurde er ihr vorgestellt; nun erwiderte sie seine Gefühle.
Berlioz’ Vater versuchte vergeblich, mit Zahlungsweigerungen und juristischen Mitteln die sich anbahnende Hochzeit zu verhindern. Auch Harriet Smithsons Familie leistete Widerstand, da sie bisher die Ernährerin der Familie gewesen war. Bei einem Sturz zog Harriet Smithson sich im März 1833 einen Beinbruch zu, dem ein längerer Heilungsprozess folgte. Durch den Vorfall erfuhr auch Berlioz’ Mutter von der bevorstehenden Hochzeit. Die familiären Auseinandersetzungen im Zusammenhang mit der Hochzeit brachten Berlioz und seine Schwester Adèle einander näher; trotz aller ehelichen Probleme, die noch folgen sollten, zeugen seine Briefe an Adèle von Zufriedenheit in Bezug auf seine Ehe. Berlioz kümmerte sich um die Begleichung von Harriets Schulden. Es folgte eine Zeit der emotionalen Unsicherheit, in der die Beziehung mehrmals beinahe gescheitert wäre.
Schließlich heirateten Berlioz und Smithson am 3. Oktober 1833 in der Britischen Botschaft in Paris mit Franz Liszt als einem der Trauzeugen. Freunde wie Franz Liszt, Edouard Rocher und Ferdinand Hiller warnten ihn vor dieser Heirat. Während Rocher meinte, dass Berlioz seine Karriere  und sein Genie einer fatalen Liebesaffäre opfere, hielt Hiller die Heirat für den hochgesinntesten und gleichzeitig katastrophalsten Schritt, den Berlioz jemals unternommen habe.
Berlioz und Smithson verbrachten ihre Flitterwochen im Pariser Vorort Vincennes. Zurück in Paris, bemühte sich Berlioz unter anderem durch Kontakte mit Alfred de Vigny und Victor Hugo um neue Rollen für Harriet. Am 24. November 1833 dirigierte er ein Konzert mit einer Mischung aus Musik- und Theaterstücken, das jedoch unter anderem wegen des überladenen Programms, zu kurzer Zeit für die Proben  und einer Verspätung von mindestens einer Stunde ein Misserfolg wurde; lediglich Carl Maria von Webers Concertino op. 26 fand Anklang. Diese Erfahrung wurde durch den Erfolg eines weiteren Konzerts am 22. Dezember 1833 wieder ausgeglichen. In der Zwischenzeit begann Berlioz als Musikjournalist Geld zu verdienen und schrieb für L’Europe littéraire, den Rénovateur, die Gazette musicale und das Journal des débats. Die Arbeit war schlecht bezahlt, doch konnte Berlioz sich einen Namen machen. Im Januar 1834 wurde Harriet Smithson schwanger.

### Musikalische Karriere

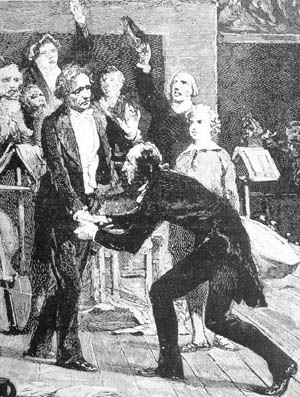
Berlioz und Paganini, zeitgenössischer Kupferstich

Unter dem Eindruck des Konzerts vom 22. Dezember 1833 beauftragte der Geiger Niccolò Paganini – möglicherweise besuchte er bereits auch das Konzert vom 9. Dezember 1832 – Berlioz mit einem Stück, das er mit seiner Stradivari-Bratsche aufführen wollte. Daraus entstand die spätere Sinfonie Harold en Italie. Während der Arbeit an Harold en Italie zogen Berlioz und Harriet nach Montmartre, wo er das Werk im Juni 1834 vollendete. Es wurde am 23. November 1834 und in der Folgezeit mehrfach aufgeführt, jedoch mit Christian Urhan als Solist, da es Paganini nicht zusagte. Paganini hörte Harold en Italie erst im Dezember 1838, beglückwünschte Berlioz während des Konzerts und ließ ihm über seinen Sohn Achille 20.000 Francs zukommen. Die finanzielle Zuwendung ermöglichte es Berlioz, seine Schulden zu begleichen.
Harriet wurde am im Juni 1834 eröffneten Thèâtre nautique engagiert, das jedoch im Dezember 1834 wegen Insolvenz schließen musste. Nach einer schwierigen Schwangerschaft brachte sie am 14. August 1834 Sohn Louis zur Welt.
Gerüchte eines Opernprojekts für Berlioz an der Opéra machten die Runde. Berlioz selbst bedauerte indessen, dass er eines schnellen Einkommens wegen Zeitungsartikel schreiben musste, statt Musik zu komponieren, die dafür mehr eingebracht hätte. 1835 plante er mit Fête musicale funèbre ein siebensätziges Werk zum Gedenken an berühmte Franzosen, aus dem später die Symphonie funèbre et triomphale und das Te Deum hervorgehen sollten.
Berlioz und Harriet hatten mit Geldsorgen zu kämpfen. Berlioz wurde zum Ernährer der Familie; diese Rolle war vorher Harriet gewohnt gewesen. Versuche, ihre Karriere wieder aufleben zu lassen, hatten nur mäßigen Erfolg. Ein von Berlioz am 3. Mai 1835 gegebenes Konzert war nur mäßig erfolgreich. Ein Hoffnungsschimmer war die neue Konzerthalle Le Gymnase musical, doch scheiterte der Versuch, eine Genehmigung für die Aufführung von Vokalmusik zu bekommen. Die Arbeit an  der Fête musicale funèbre zog sich hin. In der ersten Septemberhälfte 1835 überstand Sohn Louis eine schwere Krankheit. Berlioz begann, seine Konzerte nun selbst zu dirigieren; die Erfahrungen, die er dabei sammelte, mündeten später im Grand Traité d’instrumentation et d’orchestration modernes.
In der Zwischenzeit hoffte er vergeblich auf die Genehmigung seines aktuellen Opernprojekts auf der Grundlage der Lebenserinnerungen des Bildhauers Benvenuto Cellini an der Opéra-Comique. An der Opéra hatte er im Sommer 1835 unter dem neuen Direktor Edmond Duponchel mehr Erfolg. Die Arbeit an der späteren Oper Benvenuto Cellini beschleunigte sich durch die Aufführung von Giacomo Meyerbeers Les Huguenots am 29. Februar 1836.
Nach einer Phase der Entfremdung näherten sich Berlioz und Schwester Nancy wieder an. Währenddessen fand Harriet im  Lauf des Jahres 1836 mit Auftritten als Ophelia wieder öffentliche Aufmerksamkeit. Im Sommer 1835 bekam sie vom Herzog von Orléans eine finanzielle Unterstützung in Höhe von 200 Francs. Jedoch scheiterte die Idee, George Sands unvollendet gebliebenes Stück Les joies du cœur perdues unter Harriets Mitwirkung aufzuführen; ihre Karriere war nun zu Ende.
1837 folgte die Grande Messe des Morts im Auftrag des Innenministers Comte Adrien de Gasparin, die am Jahrestag des Todes von Marschall Adolphe Édouard Casimir Joseph Mortier im Gedenken an die Opfer der Julirevolution von 1830 aufgeführt werden sollte. Durch einen Regierungswechsel wäre der Auftrag beinahe nicht an Berlioz, sondern an Luigi Cherubini gegangen. Während der Proben teilte die Regierung Berlioz mit, dass die Feierlichkeiten ohne Musik stattfinden würden. Nach langen Verhandlungen bekam er Ende 1837 seine Kosten für Kopisten und Musiker erstattet. Das Requiem wurde schließlich am 5. Dezember 1837 im Pariser Invalidendom unter der Leitung von François-Antoine Habeneck zum Staatsbegräbnis des im Algerienfeldzug gefallenen Generals Charles-Marie Denys de Damrémont uraufgeführt und machte Berlioz’ Namen auch in offiziellen Kreisen bekannt. Auch seine Familie zeigte sich beeindruckt von dem Erfolg. Im Oktober 1837, kurz vor der Uraufführung des Requiems, starb Lesueur.
Wenig später, am 18. Februar 1838, starb Berlioz’ Mutter Joséphine im Alter von 53 Jahren, nachdem sie im Dezember zuvor erkrankt war. In den zwei Jahren vor ihrem Tod hatten Berlioz und sie sich angenähert. Im Oktober 1838 zog der inzwischen 18-jährige Prosper nach Paris. Am 15. Januar 1839 starb Prosper – wahrscheinlich an Typhus – und wurde auf dem Friedhof Montparnasse bestattet. Im April 1839 heiratete Schwester Adèle den Notar Marc Suat.
Währenddessen scheiterten Berlioz’ Ambitionen, Direktor des Théâtre-Italien zu werden oder am Konservatorium eine Professur für Harmonielehre zu erhalten. Zur gleichen Zeit war er mit den Vorbereitungen für die Uraufführung von Benvenuto Cellini am 10. September 1838 beschäftigt, die jedoch ein Misserfolg wurde. Im Frühjahr 1839 nahm Berlioz Benvenuto Cellini vom Spielplan. Als Nächstes begann er – von der Begegnung mit Paganini im Dezember 1838 inspiriert – mit der Arbeit an der dramatischen Sinfonie Roméo et Juliette, die ein großer Erfolg wurde. Zur gleichen Zeit wurde er Bibliothekar am Konservatorium, was – wie auch Paganinis finanzielle Zuwendung in Höhe von 20.000 Francs im Dezember 1838 – seine finanziellen Sorgen linderte sowie ihm zusätzlich Zeit zum Komponieren verschaffte.
1840 schrieb Berlioz im Auftrag des französischen Staates die Grande symphonie funèbre et triomphale für die Feierlichkeiten zum zehnten Jahrestag der Julirevolution von 1830. In der Zwischenzeit sorgte die Rezension von Roméo et Juliette durch Jules Janin für Unmut in Berlioz’ Familie; Vater Berlioz sah in der Darstellung seines Sohnes als mittellosen Künstlers einen Angriff auf die Familienehre. Der Tod von Paganini, der keine Möglichkeit mehr hatte, die von ihm inspirierte Roméo-et-Juliette-Sinfonie zu hören, markierte für Berlioz das Ende einer Ära, da das Interesse des Publikums an Konzertaufführungen zu schwinden begann.

### Erste Ehekrise

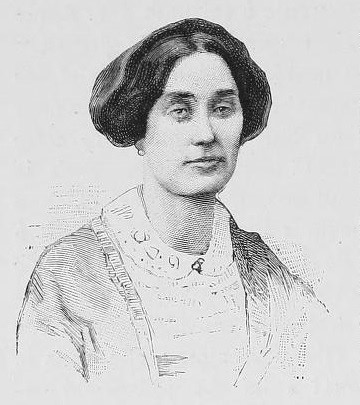
Marie Recio (1888)

Berlioz plante eine Tournee durch Deutschland, wo sein Name durch die Nachdrucke seiner Débats-Artikel in Robert Schumanns Neue Zeitschrift für Musik bereits bekannt war. Die Tourneepläne scheiterten jedoch an Harriet, für die Berlioz und Sohn Louis nach ihrem Karriereende zum einzigen Lebensinhalt geworden waren; die drohende Abwesenheit ihres Mannes verstärkte in ihr das Gefühl der Nutzlosigkeit. Zu dieser Zeit trat die Sängerin Marie Recio in Berlioz’ Leben; die genauen Umstände sind unbekannt. Beide kamen sich näher.
In den Jahren 1841 und 1842 hatte Berlioz mit Geldsorgen zu kämpfen; ein Hoffnungsschimmer wurde die Inszenierung von Carl Maria von Webers Freischütz an der Opéra. In dieser Zeit entstanden die Liedersammlung Les nuits d’été sowie die Instrumentationslehre Grand Traité d’instrumentation et d’orchestration modernes. In der ersten Hälfte des Jahres 1842 zerschlug sich unter anderem die Möglichkeit, Chefdirigent an der Opéra zu werden. Dies trug dazu bei, dass Berlioz – vor Harriet verheimlicht – nun doch eine Deutschland-Tournee vorbereitete.

### Konzertreisen

#### Erste Konzertreise nach Deutschland
In Brüssel, der ersten Zwischenstation, wo Berlioz gemeinsam mit Marie ab dem 21. September 1842 drei Wochen verbrachte, war dieser neben dem mäßigen finanziellen Ertrag auch enttäuscht  vom desinteressierten Publikum. Berlioz’ Ankunft in Frankfurt traf Operndirektor Carl Guhr unvorbereitet, da Meyerbeers diesbezügliche Briefe ihn nicht erreicht hatten, doch wurde Berlioz von den Frankfurtern wohlgesonnen empfangen, da er hier durch Robert Schumann bereits einen Namen hatte. Berlioz und Guhr planten bereits weitere Konzerte für den späten November des Jahres.
Während einer kurzen Rückkehr nach Paris zur Aufführung der Symphonie funèbre stellte Meyerbeer ihm Alexander von Humboldt vor. Seine Rückreise nach Frankfurt fand diesmal ohne Heimlichkeiten gegenüber Harriet statt; möglicherweise ahnte sie bereits die Affäre ihres Mannes mit Marie. In Frankfurt wurde die Musikszene bereits von den Violinistinnen Maria und Teresa Milanollo beherrscht.
Berlioz’ erstes Konzert in Deutschland fand im Dezember 1842 in Stuttgart statt. Die nächsten Zwischenstationen waren Karlsruhe und Mannheim. In Mannheim war Berlioz so enttäuscht von Maries gesanglicher Darbietung seiner Musik, dass er heimlich allein weiterreiste, doch reiste Marie ihm nach Weimar nach. Am 28. Januar 1843 traf Berlioz in Leipzig ein, wo er Felix Mendelssohn Bartholdy wiedersah und Robert Schumann persönlich kennenlernte. Im Februar gab er zwei Konzerte in der Stadt Dresden, die ihn durch ihre Gastfreundschaft beeindruckte. Der Kontakt zu Richard Wagner, der dort gerade Königlich-Sächsischer Kapellmeister geworden war, erwies sich als schwierig. Am 22. Februar gab Berlioz ein Wohltätigkeitskonzert in Leipzig.
Da sich die Vorbereitungen in Berlin, der nächsten Station der Konzertreise, verzögert hatten, reiste Berlioz zunächst nach Braunschweig, das sich als Höhepunkt seines Deutschlandaufenthalts erweisen sollte. Ein weiterer Erfolg wurde der Zwischenstopp in Hamburg. Während des einmonatigen Aufenthalts in Berlin zeigte sich Berlioz beeindruckt vom musikalischen Niveau der Stadt; auch König Friedrich Wilhelm IV. und die Kronprinzessin zeigten musikalisches Interesse.
Auf der Heimreise machte Berlioz Zwischenstopp in Hannover und Darmstadt. Die Konzertreise erfüllte ihr Ziel und mehrte Berlioz’ Ruhm in Deutschland. Die fünfmonatige Reise verdeutlichte Berlioz, dass das musikalische Niveau in Deutschland ausgeprägter war als in Frankreich.

#### Trennung von Harriet
Zurück in Frankreich, widmete sich Berlioz neben seiner kompositorischen und journalistischen Tätigkeit ambitionierteren Konzerten wie zum Beispiel am 1. August 1844 bei der internationalen Industrieausstellung. Dabei hatte er gegen einige Widerstände bei der Organisation zu kämpfen. Projekte wie eine geplante Konzertreihe am Cirque Olympique oder die Eröffnung einer weiteren Opèra comique scheiterten; ferner durfte er keine Konzerte mehr in der Konzerthalle des Conservatoire geben.
Zusätzlich hatte die fünfmonatige Abwesenheit während seiner Konzertreise in Deutschland Spuren in seiner Ehe mit Harriet hinterlassen, was unter anderem bei Harriet zu Alkoholkonsum führte. Inzwischen musste ihr auch die Beziehung zwischen ihrem Mann und Marie bewusst geworden sein. Trotzdem weigerte sich Harriet, ihren Mann aufzugeben. Im Herbst 1843 wurde Sohn Louis Internatsschüler an seiner Schule in Paris und kam an den Wochenenden und in den Ferien nach Hause zu Besuch. Er litt sehr unter der Situation durch die Eheprobleme seiner Eltern. Trotz der schließlich doch noch vollzogenen Trennung im Jahr 1844 sorgte Berlioz auch weiterhin für Harriet. Um zur Ruhe zu kommen, verbrachte Berlioz ab Ende August 1844 sechs Wochen in Nizza. Es folgten Konzerte in Marseille und Lyon.

#### La damnation de Faust

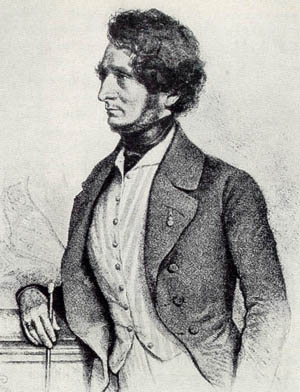
Hector Berlioz, Kupferstich von August Prinzhofer, 1846

Im Herbst 1845 nahm er an dem von Franz Liszt organisierten Beethovenfest in Bonn teil, das ihn zur Komposition seiner Oper La damnation de Faust anregte. Er arbeitete an dem Werk während seiner zweiten Konzertreise, die ihn nach Deutschland, Österreich und Ungarn führte, sowie nach seiner Rückkehr nach Paris.
Nachdem seine erste Konzertreise nach Deutschland seinen Ruhm begründet hatte, wurde Berlioz mit offenen Armen empfangen. In Wien war Berlioz wie zuvor in Berlin vom musikalischen Niveau der Stadt beeindruckt. Am Theater an der Wien dirigierte er vom selben Dirigentenpult aus wie 40 Jahre zuvor Beethoven. Er saß Modell für die Porträtmaler August Prinzhofer und Josef Kriehuber, die Lithographien von ihm anfertigten. In Wien bot sich ihm auch die Möglichkeit, Nachfolger des verstorbenen Joseph Weigl an der Hofkapelle zu werden, doch konnte Berlioz es sich nicht vorstellen, Paris zu verlassen. Marie stellte sich während der Reise als Berlioz’ Ehefrau vor und unterschrieb mit „Marie Berlioz“.
Nach seiner Rückkehr nach Paris wurde Berlioz einmal mehr der musikalische Unterschied zwischen Paris und anderen Städten bewusst. Zwar hatte nur Paris die Ressourcen, Werke wie beispielsweise sein Requiem komplett aufzuführen, doch war dies mit vielen Anstrengungen in der Organisation und einem hohen Risiko, sich zu verschulden, verbunden.
Unterdessen stieß die Premiere von La damnation de Faust am 6. Dezember 1846 sowie eine folgende zweite Aufführung auf ein nur zurückhaltendes Interesse in der Öffentlichkeit. Die Presse hingegen reagierte durchwegs positiv auf das Werk. Berlioz blieb mit Schulden zwischen 5000 und 6000 Francs zurück; eine dritte Aufführung kam aus Kostengründen nicht in Frage.

#### Russland

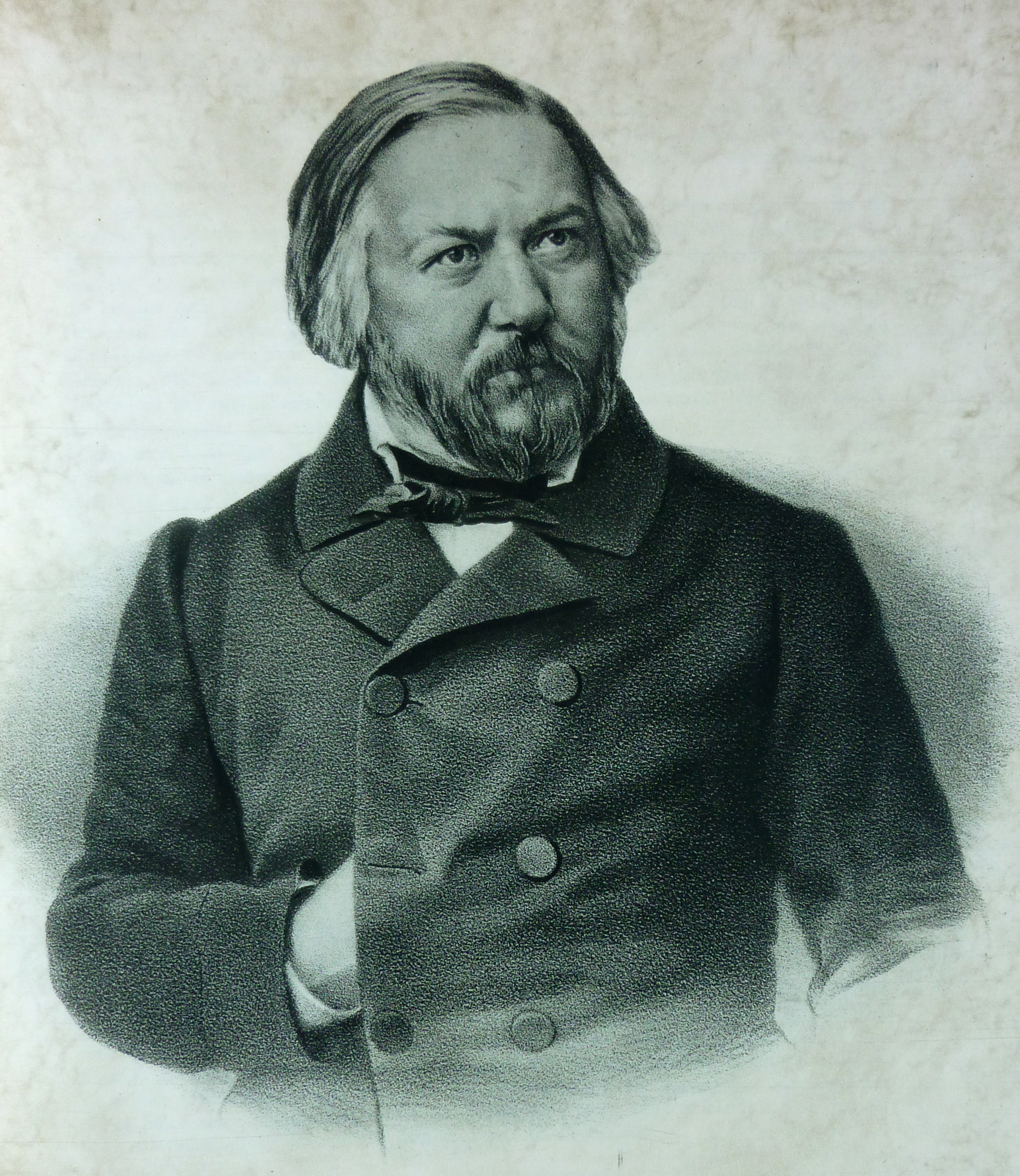
Michael Glinka

Nach Ermutigung durch Michael Glinka und Leopold von Meyer unternahm Berlioz eine Konzertreise nach Russland. Von Freunden sowie von Bewunderern von La damnation de Faust erhielt er die nötige finanzielle Unterstützung. Möglicherweise ohne Marie reiste Berlioz am 14. Februar 1847 nach Russland.
In Sankt Petersburg wurde er führenden Persönlichkeiten des sozialen Lebens vorgestellt. Ein Konzert am 3. Märzjul. / 15. März 1847greg. unter anderen mit Ausschnitten aus La damnation de Faust und Roméo et Juliette war finanziell so erfolgreich, dass Berlioz seine Schulden nach der Uraufführung von La damnation de Faust begleichen konnte. Die musikalische Wirkung des Konzerts auf die Öffentlichkeit von Sankt Petersburg ist schwieriger zu beurteilen.
Während der Vorbereitungen zu einer vollständigen Aufführung von Roméo et Juliette kam er am 24. Märzjul. / 5. April 1847greg. in Moskau an und gab ein Konzert, das positive Resonanz beim Publikum fand und Einnahmen in Höhe von 8000 Francs brachte. Nach seiner Rückkehr nach Sankt Petersburg am 23. Apriljul. / 5. Mai 1847greg. wurde Roméo et Juliette aufgeführt. Zu dieser Zeit verliebte er sich unglücklich in eine Chorsängerin unbekannten Namens, die schließlich doch ihren Verlobten heiratete.
Auf seiner Rückreise nach Paris kam Berlioz nach einer Zwischenstation in Riga am 3. Junijul. / 15. Juni 1847greg. in Berlin an. In Zusammenhang mit seiner Russlandreise ist Marie hier zum ersten Mal dokumentiert. Der finanzielle Erfolg und die Resonanz der Aufführung von La damnation de Faust fielen mäßig aus. König Friedrich Wilhelm IV. verlieh ihm das Kreuz des Roten Adlerordens und lud ihn zum Diner auf Sanssouci ein.
Nach seinen musikalischen Misserfolgen in Paris zögerte Berlioz mit der Rückkehr, änderte jedoch seine Meinung, als Nestor Roqueplan und Edmond Duponchel sich als Direktoren an der Oper bewarben und ihm die Oberleitung versprachen, wenn er ihre Bewerbung im Journal des débats unterstützte. Sie wurden Direktoren der Opéra, lösten ihr Versprechen Berlioz gegenüber jedoch nicht ein.
Im November 1847 besuchte Berlioz gemeinsam mit Sohn Louis zur großen Freude des 13-Jährigen sein Elternhaus in La Côte-Saint-André. Danach entbrannte ein Konflikt zwischen Vater und Sohn, als Berlioz seinen Sohn Louis auf ein Collège in Paris oder Versailles schicken wollte und dieser sich weigerte. Unterdessen bewogen die Misserfolge und Intrigen in Paris Berlioz dazu, nach London zu gehen.

#### London

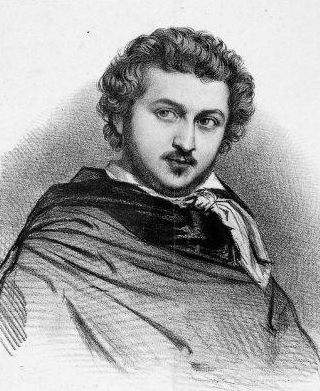
Louis-Antoine Jullien

Berlioz setzte große Hoffnungen auf seinen Aufenthalt in London. Der Tod des in England sehr beliebten Mendelssohn traf ihn tief, ließ ihn aber gleichzeitig hoffen, dass er nun die Herzen der Engländer für sich gewinnen könnte. Louis-Antoine Jullien, der erfolgreiche Direktor des neu eröffneten Theatre Royal Drury Lane, engagierte Berlioz, mehrere Konzerte zu geben. Anfang November 1847 traf Berlioz in Begleitung des Journalisten Charles Gruneisen in London ein. Jullien zeigte ihm das Theatre Royal Drury Lane, an dem Harriet 30 Jahre zuvor in London debütiert hatte.
Die ersten musikalischen Schwierigkeiten traten ein, als eine Reihe von Sängern absagte. Jullien reagierte überfordert,  zeigte aber Improvisationstalent. Das erste Konzert im Dezember 1847 wurde ein Erfolg. Für dieses Konzert war auch Marie nach London gekommen. Beim zweiten Konzert – ebenfalls im Dezember 1847 – zeigte sich, dass Julliens Möglichkeiten erschöpft waren.
Berlioz’ erstes Konzert mit eigenen Werken am 7. Februar 1848 wurde ein großer Erfolg. Ein Wiederholungskonzert am 17. Februar stand jedoch auf der Kippe, weil Jullien das Orchester und den Chor nicht bezahlen konnte. Ein für den 24. Februar geplantes Konzert konnte – ebenfalls wegen Geldmangels seitens Jullien – nicht stattfinden. Trotzdem wurde Berlioz in England eine Berühmtheit.
Unterdessen brach in Frankreich die Februarrevolution aus; für Berlioz sah es eine Zeitlang sicherer aus, in London zu bleiben. In der Zeit gab Berlioz mehrere Konzerte und wurde eine prominente Persönlichkeit in England. Dennoch hatte Berlioz eine Lebensphase erreicht, in der er sich in keinem Land beheimatet fühlte. In dieser Zeit begann er unter dem Eindruck der Reformbewegung der Chartisten, seine Lebenserinnerungen, die Mémoires, zu schreiben. Zur gleichen Zeit verfolgte Berlioz von England aus die ersten freien Wahlen (23. April 1848) und die allgemeine Situation in seinem Heimatland Frankreich.
Am 22. April 1848 veröffentlichten die Zeitungen Julliens Bankrotterklärung. Am 29. Juni 1848 fand gegen Ende von Berlioz’ achtmonatigem England-Aufenthalt in den Hanover Square Rooms sein zweites Konzert mit eigenen Werken statt. Es wurde ein Erfolg beim Publikum, endete in finanzieller Hinsicht allerdings enttäuschend. Nach dem Konzert bewogen Berlioz die Unruhen in Paris nach der Februarrevolution, in deren Verlauf Harriet beinahe ums Leben gekommen wäre, nach Paris zurückzukehren.

### Zurück in Frankreich
In Paris erreichte ihn Anfang August die Nachricht, dass sein Vater am 28. Juli 1848 gestorben war und am 31. Juli 1848 in La Côte-Saint-André bestattet worden war. Es verbitterte Berlioz, dass er der Beerdigung seines Vaters nicht beiwohnen konnte, weil seine Schwestern ihn aus unbekannten Gründen nicht benachrichtigt hatten.
Der Tod seines Vaters veranlasste Berlioz, Meylan, die Heimatstadt seines Großvaters, zu besuchen. Dort erinnerte er sich wieder an Estelle und schrieb ihr einen Brief. Er begegnete ihr erst 16 Jahre später wieder.
In musikalischer Hinsicht folgte die Komposition des Te Deum, das allerdings erst fünf Jahre später zur Aufführung kommen sollte.
In dieser Zeit zeichnete sich ab, dass die Aussichten für Berlioz’ musikalische Laufbahn in Paris auch unter dem Zweiten Kaiserreich begrenzt bleiben würden. Laut Biograf David Cairns kamen mehrere Gründe zusammen, warum Berlioz dennoch in Paris blieb. Zum einen befand sich Europa in einem Zustand der Unsicherheit, der sich unter anderem im Tod von mehreren Freunden Berlioz’ wie dem Wiener Journalisten Alfred Julius Becher, Fürst Felix von Lichnowsky, oder Graf Lajos Batthyány, einem ungarischen Patrioten, äußerte, die ihn hätten fördern können.

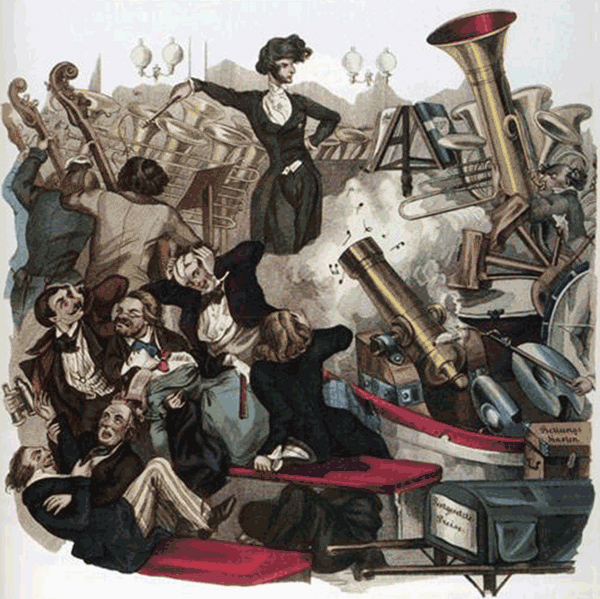
Karikatur (Wiener Theaterzeitung, etwa 1850)
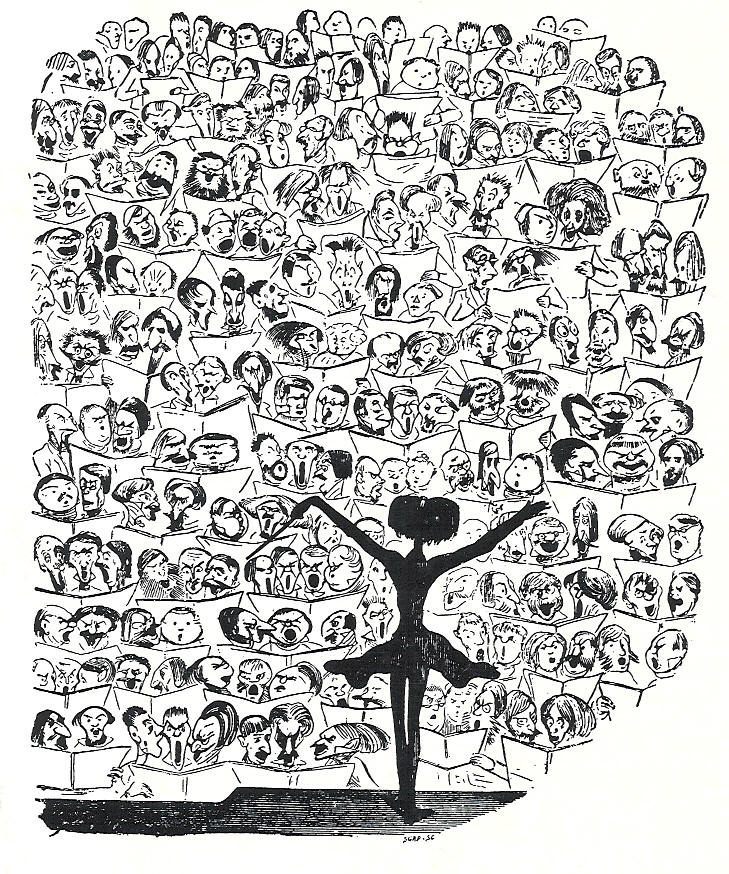
Karikatur (Journal pour rire, Ausgabe vom 27. Juni 1850)

Des Weiteren erlitt Harriet ab Oktober 1848 mehrere Schlaganfälle, die zu einer Lähmung der rechten Körperhälfte sowie Sprachstörungen führten. Berlioz kam für ihre Pflege auf. Im Herbst 1850 ging Sohn Louis, inzwischen 16 Jahre alt, auf einer in Le Havre stationierten Fregatte in die Lehre, um Seemann zu werden.
Im Winter 1849 erkrankte Schwester Nancy ernsthaft und starb am 4. Mai 1850 an Brustkrebs. Einen Tag vor ihrem Tod hatte Berlioz in der Saint-Eustache-Kirche seine Grande Messe des Morts aufgeführt.
Dieses Konzert ging auf die neu gegründete Grande societé Philharmonie de Paris zurück, die mit Berlioz als Mitbegründer und Direktor sowie Pierre Dietsch als Chorleiter Berlioz’ letzten Versuch darstellte, in Paris musikalisch Fuß zu fassen. Das erfolgreiche Eröffnungskonzert am 19. Februar 1850 versprach gute Aussichten, doch hatten die drei folgenden Konzerte nur mäßigen Erfolg. Zusätzlich kam es zu einer Auseinandersetzung, als, nachdem am 16. Dezember 1850 das dritte Bataillon der 11. Leichtinfanterie eine Brücke überqueren wollte und diese einstürzte, zur Unterstützung der Hinterbliebenen Berlioz’ Requiem aufgeführt werden sollte. Dietsch und der Chor beanspruchten die Aufführung einer seiner Messen, was aber auf den Widerstand des Orchesters stieß, das auf Berlioz’ Seite stand. Schließlich wurde doch Berlioz’ Requiem aufgeführt. Insgesamt stellte sich die Saison wegen zu wenig Konzertbesuchern als Fehlschlag heraus, so dass am 24. Juni 1851 das letzte Konzert der Société stattfand.

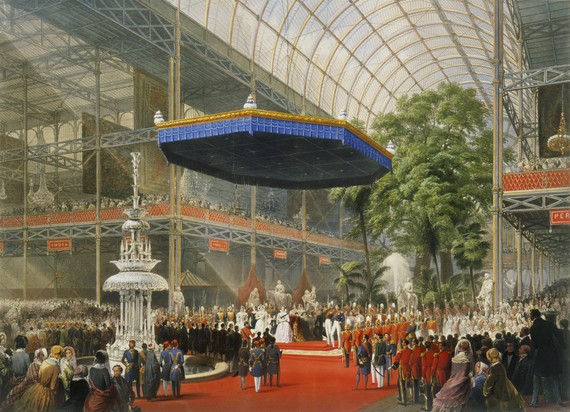
Great Exhibition im Jahr 1851 in London

Durch Harriets Gesundheitszustand sowie die Seemannslehre von Sohn Louis hatte Berlioz mit Geldsorgen zu kämpfen. Ein Lichtblick war das Wiedersehen mit Louis von Ende März bis Anfang April 1851, als dessen Schiff in Le Havre anlegte. Berlioz’ Vorbild und Freund Gaspare Spontini starb am 24. Januar 1851, was Berlioz sehr betrauerte. Berlioz bewarb sich erfolglos um dessen Nachfolge an der Académie des Beaux-Arts. Stattdessen wurde er vom französischen Handelsminister eingeladen, als Mitglied eines Komitees zur Begutachtung von Musikinstrumenten Frankreich auf der Londoner Industrieausstellung 1851 zu vertreten.
Da Berlioz hohe Summen für Harriets Pflege und Louis’ Ausbildung aufwenden musste, wäre die Aufführung neu komponierter Werke mit einem hohen finanziellen Risiko verbunden gewesen, so dass seine Aussichten als Komponist unsicher waren. Zwischen der Komposition von La fuite en Égypte im Herbst 1850 und der Fortsetzung L’arrivée à Saïs drei Jahre später (die später Bestandteile der Trilogie L’enfance du Christ wurden) erfolgten lediglich einige wenige Ergänzungen zu Benvenuto Cellini. Zu dieser Zeit schloss er kurz nach seiner Rückkehr nach Paris einen Vertrag über sechs Konzerte in der Londoner Exeter Hall zur Förderung von moderner Musik, wobei auch Werke von ihm erklingen sollten. Zur gleichen Zeit bekam Berlioz die Nachricht, dass Franz Liszt in Weimar Benvenuto Cellini aufführen wollte. Die Aufführung der Weimarer Fassung des Benvenuto Cellini durch Franz Liszt am 20. Mai 1852 wurde ein großer Erfolg.

### Erfolge
Sein Aufenthalt in London von März bis Juni 1852 sowie die Konzerte mit der New Philharmonic Society wurden ein großer Erfolg. Ein Höhepunkt wurde die Aufführung von Beethovens Neunter Sinfonie am 12. Mai 1852. In England traf Berlioz auch das erste Mal nach 22 Jahren wieder auf Marie Pleyel, die als Pianistin auftrat. Der Erfolg ließ Berlioz und Veranstalter Frederick Beale hoffen, die Konzerte in der folgenden Saison fortzusetzen.
Zu dieser Zeit musste Berlioz seinen Sohn Louis mäßigen, der aus einer Stimmungsschwankung heraus die See aufgeben wollte. Im Dezember 1852 sahen sich beide – inzwischen wieder versöhnt, für vier Tage. Jedoch hatte Louis seine Ausbildung vernachlässigt sowie sein Geld verschwendet, bereute aber bald sein Verhalten und bestand seine Abschlussprüfung.
Die Aufführung der Grande Messe des Morts auf Betreiben von Comte Victor Fialin, duc de Persigny am 22. Oktober 1852 aus Anlass des Todes von Baron Taylor weckte bei Berlioz Hoffnung auf eine Aufführung des Te Deum zur Krönung von Napoleon III., doch wurde die Krönung auf unbestimmte Zeit verschoben.
Berlioz’ Aufenthalt in Weimar im November 1852 wurde ein großer Erfolg. Während der „Berlioz-Woche“ wurde seine Musik aufgeführt und er selbst geehrt. Während Berlioz im August 1853 zu Konzerten in Baden-Baden eingeladen wurde und weitere Konzerte in Frankfurt in Aussicht hatte, scheiterten seine und Beales Pläne für weitere Konzerte in London. Währenddessen wurde Berlioz auf Beales Vermittlung hin eingeladen, eine italienischsprachige Version von Benvenuto Cellini im Londoner Covent Garden zu dirigieren. Im Sommer 1853 verbrachte Berlioz – zunächst Erfolg versprechende – acht Wochen in London, wo sich an der Royal Italian Opera inzwischen jedoch Widerstand gegen einen französischen Dirigenten und eine großteils nichtitalienische Besetzung gebildet hatte, so dass die Aufführung ein Misserfolg wurde. In der Folgezeit verstärkte Berlioz seine Tätigkeit in Deutschland zunächst in Baden-Baden. Es folgten Konzerte in Hannover, Braunschweig, Leipzig und Dresden.

### Hochzeit mit Marie Recio
Während Berlioz unter Krankheit – Erbrechen, Durchfall und eine Niereninfektion – im Februar und März 1854 eine weitere Reise nach Deutschland vorbereitete, starb Harriet, nachdem sich ihr Gesundheitszustand weiter verschlechtert hatte und inzwischen ihr Augenlicht angegriffen war, Anfang März 1854 und wurde auf dem Friedhof Saint-Vincent bestattet.
Ende März 1854 gab Berlioz Konzerte unter anderem in Dresden, wo er die Aussicht hatte, Hofkapellmeister zu werden. Doch musste er die Erfahrung machen, dass sein Erfolg in Deutschland auch die Opposition derjenigen hervorgerufen hatte, denen sein Einfluss in Deutschland zu groß geworden war. Im Sommer 1854 sagte er eine geplante Reise nach München ab und bewarb sich – allerdings erfolglos – an der Académie des Beaux-Arts. In dieser Zeit unternahm er mehrere Familienbesuche.
Am 19. Oktober 1854 heirateten Berlioz und Marie Recio in der Église de la Sainte-Trinité de Paris. In diese Zeit fiel auch das vorläufige Ende von Berlioz’ Arbeit an den Mémoires.

### Weitere Erfolge
Nachdem Berlioz die bereits komponierten Teile La fuite en Égypte (Die Flucht nach Ägypten) und L’arrivée à Saïs (Die Ankunft in Sais) mit dem neu komponierten ersten Teil Le songe d’Hérode (Der Traum des Herodes) zur Trilogie L’enfance du Christ zusammengestellt hatte, wurde die Uraufführung am 10. Dezember 1854 ein großer Erfolg. Der Erfolg machte Berlioz bewusst, dass er noch die Inspiration hatte, weitere Werke zu komponieren. So reifte in ihm die Idee zu seinem nächsten Werk, der Oper Les Troyens.
Doch hatte Berlioz im Lauf des Jahres 1855 zunächst andere Verpflichtungen in Form von Konzertreisen, einer Überarbeitung der Grand Traité d’instrumentation et d’orchestration modernes und einer Teilnahme als Gutachter bei der Pariser Weltausstellung. In Weimar führte er zu Ehren von Harriet Smithson die Symphonie fantastique und deren Fortsetzung Lélio auf. Es war seit der Aufführung von  1832 das erste Mal, dass beide Werke in dieser ursprünglichen Konzeption gemeinsam erklangen. Einmal mehr erlebte Berlioz in Weimar eine herzliche Resonanz; sein Ruhm in Weimar fand einen neuen Höhepunkt. In Brüssel hingegen, der nächsten Station von Berlioz und Marie, fand die Aufführung von L’enfance du Christ nur mäßige Resonanz. Die Annehmlichkeiten des Aufenthalts bestanden stattdessen in Begegnungen mit dem jungen Komponisten Adolphe Samuel, dem Historiker Edgar Quinet und der Autorin George Eliot. Bereits beim Eröffnungskonzert waren Berlioz und Marie auf Musikkritiker François-Joseph Fétis getroffen. Im April 1855 erkrankte Berlioz während der Proben zum Te Deum, das nun nach sechs Jahren des Wartens zur Aufführung kommen sollte.
Zur gleichen Zeit musste Louis wegen hartnäckigen Durchfalls zwei Monate im Krankenhaus verbringen. Im November zuvor war es zwischen Vater und Sohn zu Spannungen gekommen, als Louis sein Schiff verpasste und danach sein Geld durchbrachte. Wie Berlioz erst zehn Jahre später erfuhr, hatte Louis zu dieser Zeit eine Beziehung mit einer jungen Frau namens Zélie Mallet, aus der Tochter Clémentine hervorging; das Geld hatte er für Zélie und Clémentine aufgewandt.
Das Te Deum war bei seiner Aufführung in der Pariser Saint-Eustache-Kirche am 30. April 1855 nicht ganz so erfolgreich wie zuvor L’enfance du Christ oder die Grande Messe des Morts, ließ Berlioz aber dennoch auf eine mögliche musikalische Zukunft in Paris hoffen.

### Richard Wagner

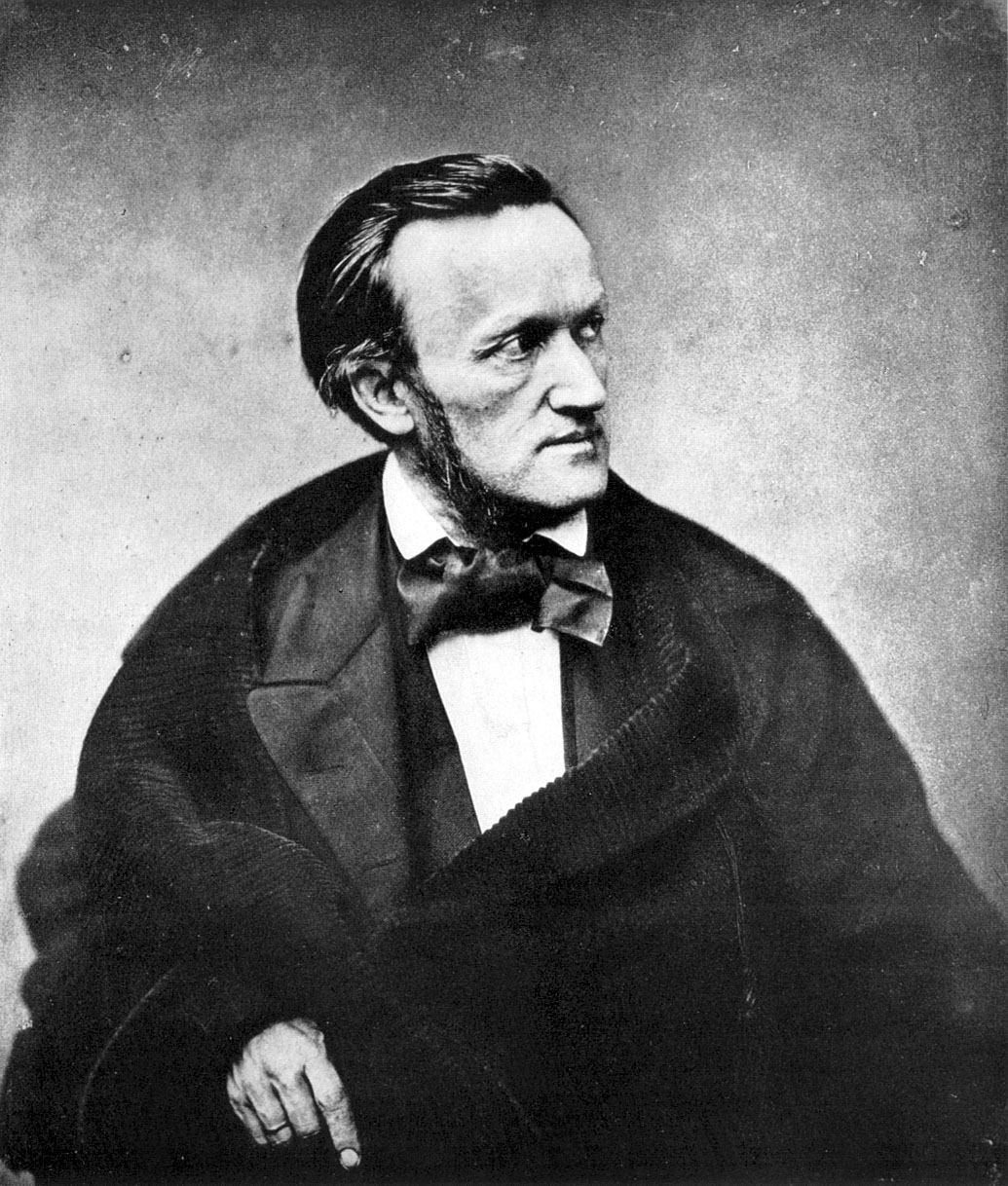
Richard Wagner (1861)

Ende 1854 hatte Berlioz ein Angebot der Philharmonic Society in London, die Saison 1855 mit acht Konzerten zu bestreiten, abgelehnt, weil er daneben keine anderen Konzerte hätte geben dürfen. Das Angebot ging schließlich an Richard Wagner, auf den Berlioz traf, als er am 8. Juni 1855 mit Marie nach England reiste, nachdem er bei Henry Wilde für zwei Konzerte unterschrieben hatte. Während Franz Liszt auf eine Freundschaft zwischen Berlioz und Wagner hoffte, wurden die unterschiedlichen Charakterzüge beider Männer offenkundig. Während Berlioz beispielsweise diplomatischer auf die musikalischen Widrigkeiten bei den Proben in London reagierte als Wagner, hatte Wagner im Gegensatz zu Berlioz keine Scheu vor persönlichen Angriffen bei seinen musikalischen Urteilen.
Am Ende seines Aufenthalts hatte Berlioz Grund zur Hoffnung auf eine musikalische Zukunft in London, da man ihm gerade die Leitung einer Konzertreihe im Crystal Palace angeboten hatte; ferner verhandelte Beale über eine Aufführung von L’enfance du Christ und des Te Deum. In den sieben Monaten nach seinem Londonaufenthalt arbeitete Berlioz an einer ergänzten englischen Version der Grand Traité d’instrumentation et d’orchestration modernes und an L’art du chef d’orchestre. Im Oktober und November 1855 organisierte er die Abschlusskonzerte der Pariser Weltausstellung. Prinz Napoleon zeigte sich beeindruckt von Berlioz und setzte sich – allerdings vergeblich, da diese Ehre an Giuseppe Verdi ging – dafür ein, ihn vom Chevalier de la Legion d Honneur zum Officier befördern zu lassen.
Nach einer Aufführung von L’enfance du Christ in Gotha besuchten Berlioz und Marie Franz Liszt in Weimar. Hier machte sich ein Riss in der Freundschaft zwischen Berlioz und Liszt bemerkbar, der seinen Ursprung in der Beziehung zwischen Berlioz und Wagner hatte, die Liszt zu stärken versucht hatte.

### Persönliche Krisen
Sein schlechter Gesundheitszustand und ein freudloses Leben mit Marie ließen Berlioz verzweifeln. Erschüttert reagierte er auf den Tod seiner Schwester Adèle Anfang März 1860 im Alter von 55 Jahren.
Im Lauf der Jahre 1861 und 1862 kam es zu Verwerfungen zwischen Berlioz und Sohn Louis. Zum einen reagierte Berlioz irritiert auf Louis’ dringenden Wunsch, heiraten zu wollen, zum anderen machte sich nun Louis’ unruhige Kindheit bemerkbar, indem er seinem Vater vorwarf, ihn niemals geliebt zu haben.
Am 13. Juni 1862 starb Marie überraschend an einem Herzinfarkt und wurde am 16. Juni 1862 auf dem Cimetière de Montmartre beigesetzt. Ihr Tod brachte Berlioz und Sohn Louis einander wieder näher. Kurz nach Maries Tod lernte Berlioz auf dem Friedhof eine halb so alte Frau namens Amélie kennen; beide verliebten sich ineinander. Es ist wenig über Amélie bekannt; möglicherweise war sie verheiratet. Der Kontakt zwischen Berlioz und Amélie erstreckte sich über den ganzen Herbst und den Anfang des Winters des Jahres 1862.

### Les Troyens

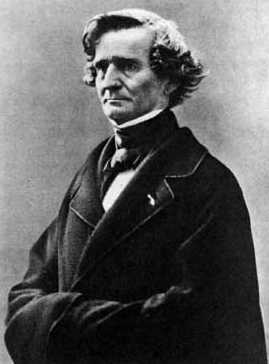
Hector Berlioz, Fotografie von Nadar, 1857

Während Berlioz an Les Troyens arbeitete, brachte der Journalist Charles Jacquat im Herbst 1856 in der Reihe Contemporaries eine Kurzbiografie über Berlioz heraus, die zwar sachliche Fehler enthielt, jedoch Berlioz’ Ruhm förderte. Fotograf Nadar fertigte ein Porträtfoto von Berlioz an. Während Berlioz sich um Sohn Louis sorgte, der begann, um die Welt zu reisen, verstärkte sich seine Darmerkrankung, die die Ärzte als intestinale Neuralgie diagnostizierten.
In den nächsten fünf Jahren bemühte Berlioz sich um eine Möglichkeit, Les Troyens aufzuführen. Die Zusage von Kaiser Napoleon III., sich für das Werk einzusetzen, erwies sich als leeres Versprechen. Berlioz selbst begann, in der Öffentlichkeit für seine neue Oper zu werben. Ein Konzert mit Ausschnitten aus Les Troyens im August 1859 in Baden-Baden wurde in zahlreichen französischen Zeitungen sehr wohlwollend rezensiert. In Baden-Baden bekam Berlioz vom Spielbankpächter Edouard Bénazet den Auftrag, für die Eröffnung des Theater Baden-Baden die Oper Béatrice et Bénédict frei nach William Shakespeares Viel Lärm um nichts zu schreiben. Die Oper wurde am 9. August 1862 uraufgeführt.
Als Berlioz nach seiner Rückkehr aus Paris gebeten wurde, am Théâtre-Lyrique Christoph Willibald Glucks Orphée et Euridice neu zu inszenieren, verliebte er sich in die Sängerin Pauline Viardot. Sie erwiderte seine Verehrung, doch kam es für sie nicht in Frage, ihre Familie zu verlassen.
Mitte September 1859 kam Richard Wagner nach Paris, um an der Pariser Opéra den Tannhäuser und möglichst auch Tristan und Isolde aufzuführen. Unter anderem im Zusammenhang mit der missglückten Aufführung des Tannhäuser an der Opéra am 13. März 1861 entstand der Eindruck, Berlioz sei zugunsten seiner neuen Oper seinem Freund Richard Wagner und dessen Musik gegenüber feindlich gesonnen. Les Troyens wurde zur Aufführung an der Opéra zugelassen, war nach aktuellen Opernprojekten von Charles Gounod und François-Auguste Gevaert aber erst dritte Wahl. Als Léon Carvalho im Oktober 1862 erneut Direktor des Théâtre-Lyrique wurde, bot er Berlioz wiederholt an, Les Troyens aufzuführen. Die Opéra hatte die besseren Möglichkeiten zur Aufführung, zeigte aber kein Interesse, so dass Berlioz bei Carvalho unterschrieb.

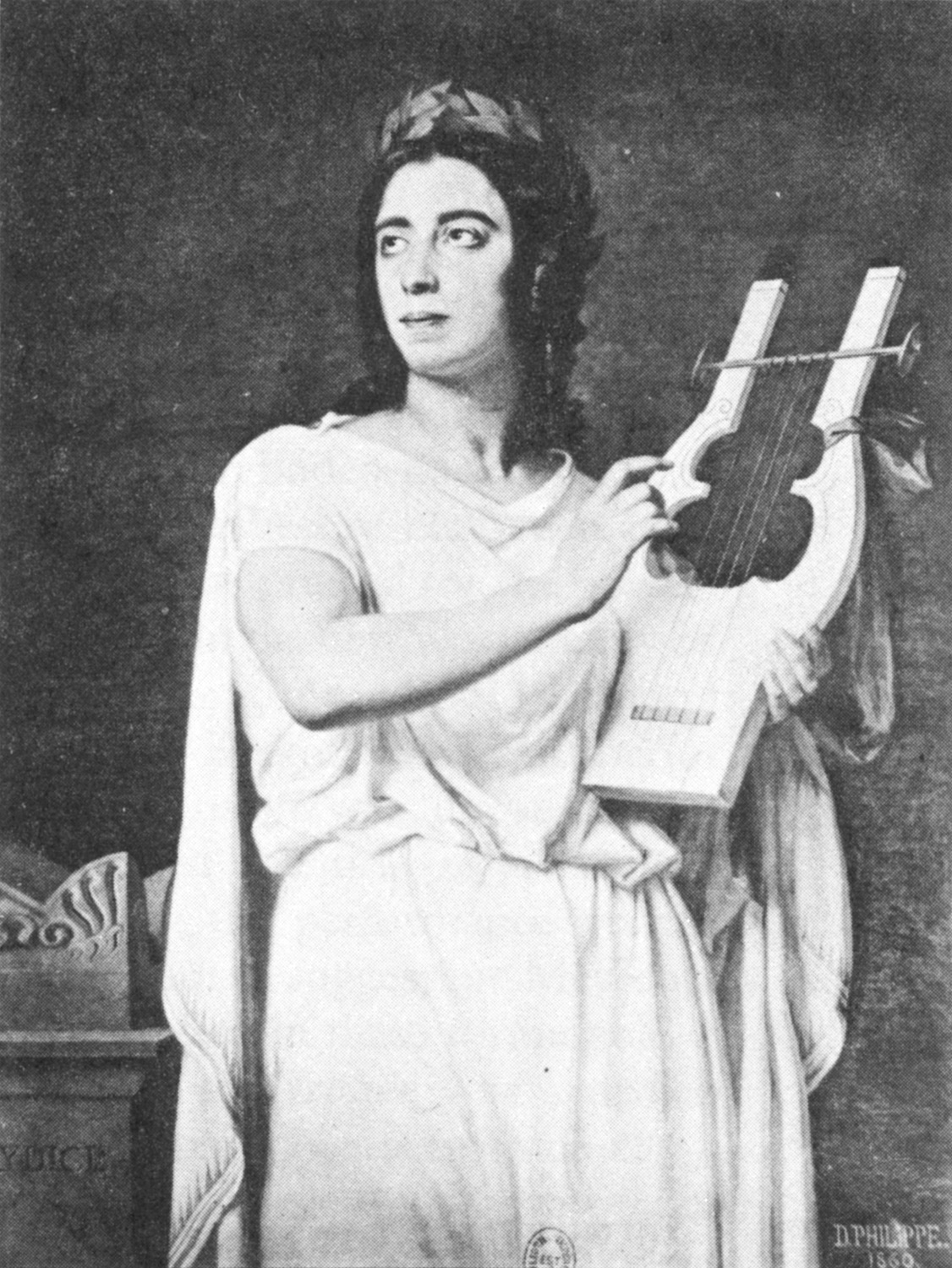
Pauline Viardot 1860 in Glucks Orfeo ed Euridice
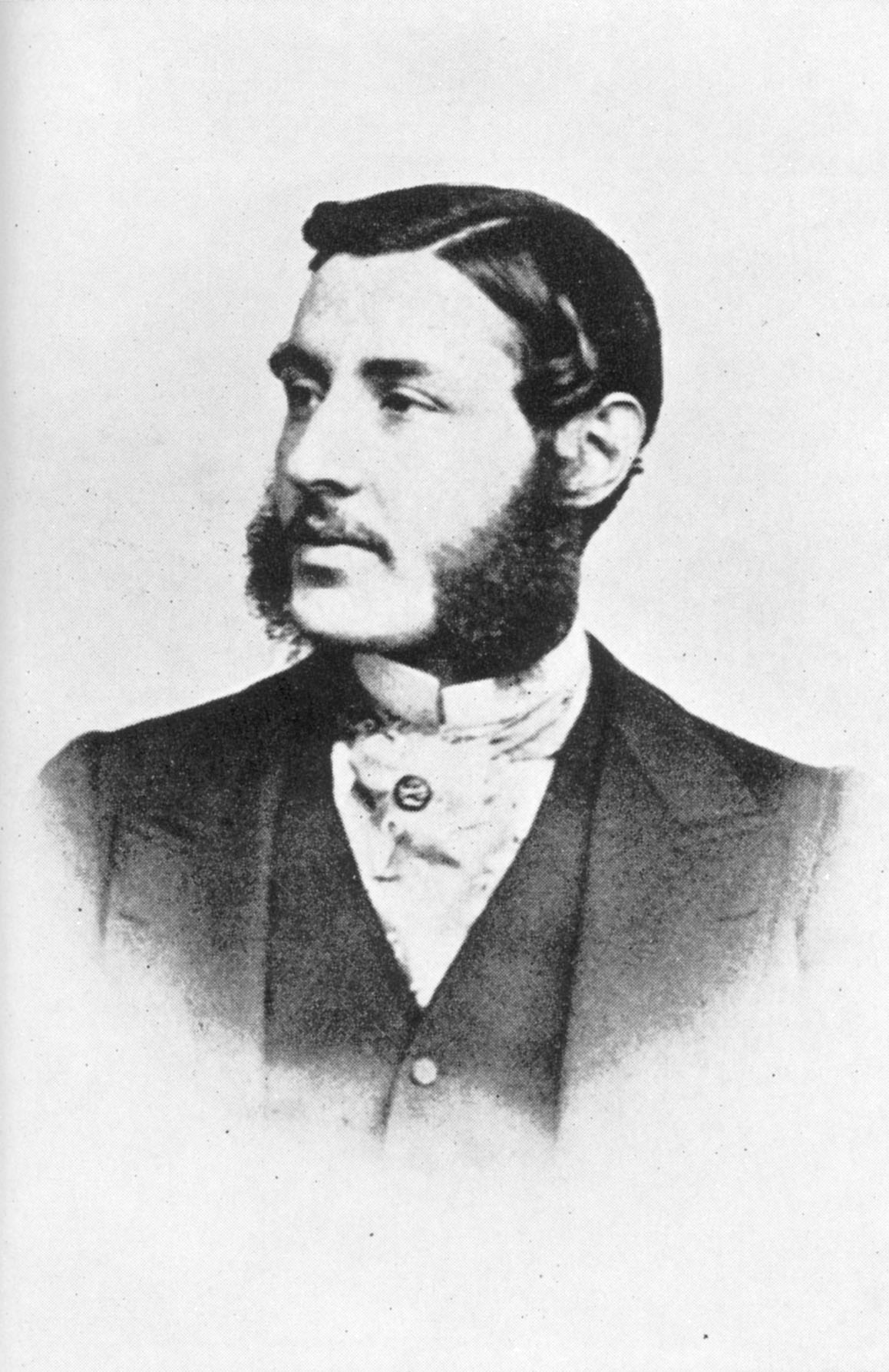
Léon Carvalho

Zu Berlioz’ großer Freude stimmte die Société des Concerts, die in den 28 Jahren zuvor seine Musik nur zweimal uraufgeführt hatte, im März 1863 zu, sein gesamtes Noten- und Aufführungsmaterial zu übernehmen, nachdem Berlioz sich zuvor gesorgt hatte, was mit dem Material nach seinem Tod passieren würde.
Während der Verhandlungen mit Carvalho, der versprach, Les Troyens ungekürzt aufzuführen, verbrachte zu Berlioz’ Freude Sohn Louis Ende März 1863 einige Tage in Paris. Ende März reiste Berlioz zu einem mehrwöchigen Aufenthalt nach Weimar. Zunächst führte er Béatrice et Bénédict auf; da Liszt Weimar inzwischen verlassen hatte und nach Rom gegangen war, hatte Berlioz Gelegenheit, selbst zu dirigeren. Der Aufenthalt in Weimar verlängerte sich, als Berlioz eine Einladung vom Prinzen von Hohenzollern-Hechingen erhielt, ein Konzert mit eigenen Werken zu dirigieren. Bei seiner Rückkehr nach Frankreich musste Berlioz enttäuscht feststellen, dass die Vorbereitungen zu Les Troyens nur schleppend vorankamen. Zum Triumph außerhalb von Paris wurde im Juni 1863 die Aufführung von L’enfance du Christ in Straßburg. Entgegen den ursprünglichen Vereinbarungen bestand Carvalho zu Berlioz’ Enttäuschung bei Les Troyens auf Kürzungen. Trotzdem wurde die Uraufführung am 4. November 1863 ein großer Erfolg beim Publikum und fand – zum Großteil positives – Echo in der Presse.

### Letzte Jahre

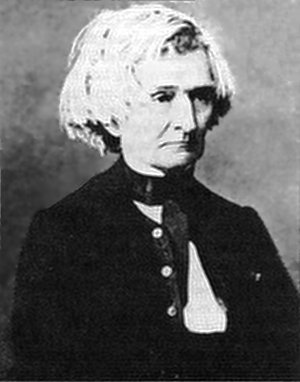
Letzte Fotografie von Berlioz, 1868

Als Les Troyens im Dezember 1863 vom Spielplan genommen wurde, bemerkte Berlioz, der nun regelmäßig mit Krankheiten zu kämpfen hatte und unter anderem kurz zuvor eine Bronchitis erlitten hatte, dass seine Energien erschöpft waren. „Ich beeile mich“, hatte er bereits 1862 an seinen Freund Ferrand geschrieben, „alle Fäden zu zerschneiden, damit ich jederzeit zum Tod sagen kann: Wann du willst.“ Berlioz war vermutlich zeitlebens sensitiv-labil. Ein Psychiater beschrieb ihn posthum als neurotisch. 
Trotz aller Bitterkeit der letzten Jahre erfuhr Berlioz auch Freuden unter anderem durch die Verehrung von Studenten wie Louis Bourgault-Doucoudray. Nach Les Troyens stellte er seine Tätigkeit als Dirigent und Musikkritiker ein, zog sich im Schatten seiner Krankheiten ins Privatleben zurück und pflegte vereinzelt Freundschaften.

#### Estelle Fournier
Im Lauf des Jahres 1864 wurde im Zusammenhang mit einer Umgestaltung der Stadt, die sich auch auf den Friedhof Saint-Vincent auswirkte, Harriet auf den Friedhof Montmartre umgebettet. Im August 1864 entdeckte er das Grab von Amélie und erfuhr auf diese Weise, dass sie gestorben war. Nach Ansicht von Biograf David Cairns förderten diese Erlebnisse in Berlioz den Wunsch, wieder den Kontakt zu  seiner Jugendliebe Estelle zu suchen.
Im September 1864 reiste er zunächst in die Dauphiné zu seinen Nichten, dann nach Grenoble und Meylan und schließlich nach Lyon, wo Estelle lebte. Estelle, inzwischen verheiratete Fournier, reagierte zurückhaltend auf seinen ersten, emotionalen Brief, versprach aber, ihm nach der Hochzeit ihres Sohnes ihre neue Adresse in Genf mitzuteilen. Sie öffnete sich, als Berlioz sich bei seinem weiteren Versuch der Kontaktaufnahme zurücknahm. Mit ihrer Billigung ergänzte er bis Anfang 1865 seine Mémoires um den neuen Kontakt zu ihr; sie bestand darauf, die Mémoires lesen zu wollen.
Die Beziehung zwischen Berlioz und Estelle vertiefte sich mit dem Briefwechsel nach ihrem Umzug nach Genf; Berlioz wurde von ihrer Familie freundlich aufgenommen. Von ihrer Korrespondenz zwischen 1864 und 1868 sind 40 Briefe von Berlioz und drei Briefe von Estelle Fournier erhalten; die restlichen Briefe von Estelle hat Berlioz auf ihren Wunsch hin verbrannt.

#### Sohn Louis
Mitte der 1860er Jahre war das Verhältnis zwischen Berlioz  und seinem Sohn Louis trotz aller bisherigen Streitigkeiten von Liebe und Achtung geprägt – trotz eines Missverständnisses im Juni 1865, als Louis seinem Vater mitteilte, dass er Kapitän im Golf von Mexiko geworden war und dieser dachte, Louis wolle Geld. Louis begann, die Musik seines Vaters zu schätzen, und bewunderte Les Troyens. Ebenso wurde er ein begeisterter Leser sowohl von Shakespeare als auch anderer Literatur. Vater und Sohn fühlten sich inzwischen wie Brüder, spürten aber trotzdem, dass sie unterschiedlich veranlagt waren. Louis kam etwa dreimal im Jahr nach Paris zu Besuch, verpasste aber dennoch den letzten großen Triumph seines Vaters bei der Uraufführung von dessen Septett am 7. März 1866. Zu weiteren Eintrübungen in der Freundschaft zwischen Berlioz und Liszt kam es, nachdem Liszt sich vom Septett beeindruckt zeigte, Berlioz sich aber nicht im Stande sah, Gefallen an Liszts kürzlich komponierter Graner Messe zu finden; es handelte sich um den letzten persönlichen Kontakt zwischen den Musikern.
Nach einem dreitägigen Besuch Mitte September 1866 bei Estelle in Genf überwachte Berlioz eine Neuaufführung von Christoph Willibald Glucks Alceste. Es erfüllte ihn mit Freude, eine weitere Generation von Musikern und Musikliebhabern mit Gluck vertraut zu machen. Dennoch fühlte er sich gebrochen und isoliert. Nichtsdestoweniger nahm er Dirigiereinladungen von Ferdinand Hiller nach Köln und Johann von Herbeck nach Wien an. Bei der Pariser Weltausstellung von 1867 wurde er mit Konzerten betraut.
Berlioz hielt mit Sohn Louis seit dessen Abreise im August 1866 regelmäßig Kontakt. Während einer Überraschungsfeier zu Berlioz’ Ehren im Juni 1867 erreichte den erschütterten Berlioz die Nachricht, dass Louis drei Wochen zuvor in Havannah an Gelbfieber gestorben war.
Am 29. Juli 1867 setzte Berlioz sein Testament auf. Anfang August schickte ihn sein Arzt, alarmiert durch Berlioz’ Gesundheitszustand, zur Kur nach Néris-les-Bains. Am 9. September sah er ein weiteres Mal Estelle, die gerade ebenfalls den Tod ihres Sohnes betrauerte, und besuchte am nächsten Tag die Hochzeit seiner Nichte Joséphine.

#### Letzter Triumph
Im September 1867 lud die Großherzogin Jelena Pawlowna, Tante des Zaren Alexander II., Berlioz ein, in der kommenden Wintersaison in St. Petersburg zu dirigieren. Diese Reise wurde ein letzter großer Triumph. Möglicherweise in der letzten Woche seines Aufenthalts entstand eine Porträtaufnahme, die Berlioz in Dirigierpose zeigt.

#### Tod

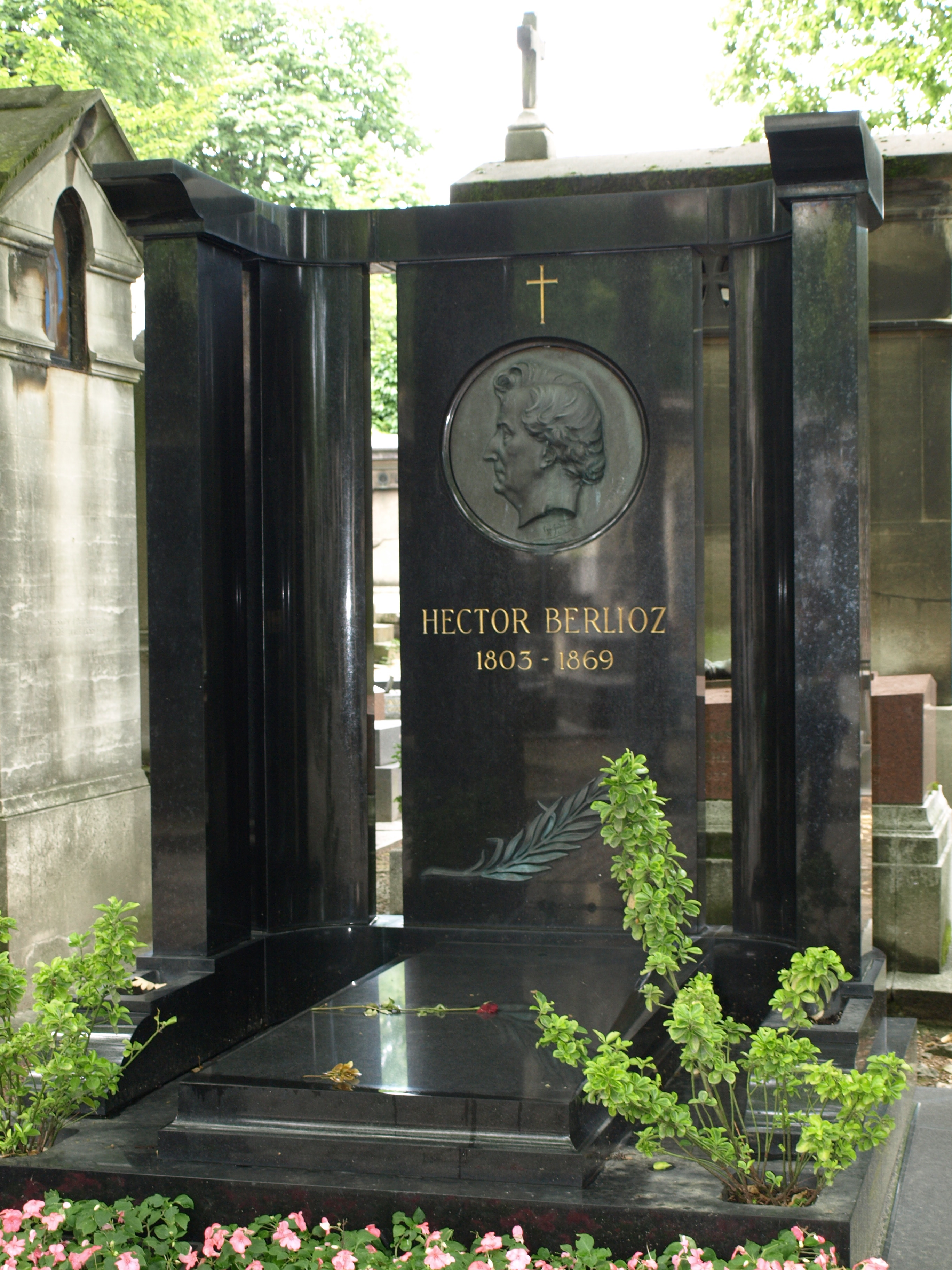
Grabmal auf dem Cimetière de Montmartre

Völlig erschöpft kehrte Berlioz im Februar 1868 nach Paris zurück. Zur Erholung reiste er an die Riviera, brach den Aufenthalt aber nach zwei Stürzen vorzeitig ab, wobei der zweite Sturz durch einen Schlaganfall ausgelöst worden war. Das Sprechen und Schreiben fiel ihm immer schwerer. Zu dieser Zeit reiste er nach Grenoble zur Enthüllung eines Denkmals zum 99. Geburtstag von Napoleon Bonaparte. Möglicherweise sah er dabei ein weiteres Mal Estelle.
Wieder in Paris, fiel er Anfang März 1869 in ein Koma und starb am 8. März 1869. Als Mitglied der Académie des Beaux-Artsde France wurde er drei Tage später auf dem Friedhof Montmartre – neben seinen beiden Ehefrauen – beigesetzt. Das ursprüngliche Grabmal ist durch einen monumentalen Grabstein ersetzt worden. Ihm zu Ehren benannte das UK Antarctic Place-Names Committee 1961 den Berlioz Point, eine Landspitze im Süden der antarktischen Alexander-I.-Insel. In seinem Geburtshaus wurde 1935 ein Berlioz-Museum eingerichtet.

## Bedeutung

### Komponist und Dirigent
Berlioz gilt als wichtiger Vertreter der Musik der Romantik in Frankreich, obwohl er selbst dem Begriff „Romantik“ nichts abgewinnen konnte: Er verstand sich als klassischer Komponist. Er gilt als Begründer der sinfonischen Programmmusik und der modernen Orchesterinstrumentation. Seine für die damalige Zeit revolutionären Kompositionen wurden kaum verstanden und trugen ihm mehr Kritik als Lob ein. Deshalb musste er seinen Lebensunterhalt zusätzlich als Musikkritiker bestreiten. Obwohl seine Werke bis auf Béatrice et Bénédict (1862 in Baden-Baden) ausnahmslos in Paris uraufgeführt wurden, erfuhr er in Frankreich erst lange nach seinem Tod Anerkennung.
Berlioz war jedoch ein großes Vorbild für viele der jungen Romantiker. Entscheidend war sein Einfluss auf Franz Liszt, Richard Strauss und viele russische Komponisten wie Nikolai Rimski-Korsakow. 1868 reiste er eigens nach Rostow, um die verschiedenen Melodien des großen Geläuts, für das die Rostower Glöckner weltberühmt waren, mit eigenen Ohren zu erleben. Berlioz war darüber begeistert, mit dem „erstklassigen“ Orchester des St. Petersburger Konservatoriums musizieren zu können.
Nach seinen eigenen Berichten hat Berlioz als einer der ersten Dirigenten auf die Verwendung eines Metronoms als Hilfsmittel bei Proben bestanden, um das korrekte Tempo seiner Kompositionen halten zu können. Die Aufführung Berlioz’scher Werke bereitete dem Komponisten selbst oft Probleme, da er für manche bis zu tausend Instrumentalisten und Sänger benötigte.
Berlioz unternahm einige Reisen nach Deutschland. In Berlin – er besuchte die Stadt mehrfach, unter anderem 1843 und 1847 – war er von der reichen musikalischen Landschaft beeindruckt. Viele deutsche zeitgenössische Musiktheoretiker hatten Schwierigkeiten, das „französische Phänomen“ Berlioz zu erklären. Franz Brendel, ein deutscher Musikhistoriker und Musikjournalist des 19. Jahrhunderts, konnte Berlioz’ Musik nur deuten, indem er den Franzosen zu einem Deutschen machte: „seine wahre geistige Heimat hat er bei uns zu suchen“.
Das Verhältnis zu Richard Wagner war sehr gespannt. Einerseits schienen sie sich gegenseitig zu respektieren, anderseits kritisierten sie sich öffentlich und in Briefen an andere Komponisten wie Franz Liszt und Robert Schumann. Während Liszt sich diplomatisch verhielt, veröffentlichte Schumann in der Neuen Zeitschrift für Musik einen Text, in dem Wagner Berlioz „grenzenlos langweilig“ nennt. Auch über die Symphonie fantastique, eines der Hauptwerke von Berlioz, äußerte sich Wagner negativ: „Formschönheit ist nirgendwo anzutreffen.“
Sein Zeitgenosse Charles Hallé meinte über ihn, er sei der perfekteste Dirigent und habe bei seinen Leuten das absolute Kommando. Der Komponist Ferdinand Hiller sagte über ihn, er sei im musikalischen Sonnensystem kein großer oder kleiner Planet – vielmehr etwas unheimlich anzuschauen, ein unvergesslicher, weithin leuchtender Komet.

### Berlioz’ Instrumentation
Berlioz ist der Verfasser des Grand Traité d’instrumentation et d’orchestration modernes von 1844, der ersten umfangreichen Instrumentierungskunde. Das Werk erschien 1845 auf Deutsch unter dem Titel Die Moderne Instrumentation und Orchestration. 1904 wurde es von Richard Strauss unter dem Titel Instrumentationslehre revidiert und ergänzt und ist in Teilen bis heute gültig. Richard Strauss, der Berlioz sehr bewunderte, sah ursprünglich keinen Bedarf, dieses umfassende Werk zu bearbeiten. Als der Verlag jedoch an ihn herantrat und er sich mehr und mehr damit auseinandersetzte, stellte er fest, dass seine Aufgabe darin bestand, das Werk zu aktualisieren, damit es weiterhin Bestand habe. Berlioz erläutert anhand von Zitaten aus Orchesterpartituren von Gluck, Mozart, Beethoven sowie aus eigenen Werken alle im modernen Orchester gebräuchlichen Instrumente, darunter auch die Gitarre. Es gibt bis heute nur wenige Veröffentlichungen, die es an Umfang und Genauigkeit mit seinem Werk aufnehmen können, so etwa Samuel Adlers The Study of Orchestration (1982, englisch) und Yehudi Menuhins Instrumente des Orchesters (CD).
Die von Strauss überarbeitete Version enthält weitere modernere Instrumente, ebenso weitere Partiturbeispiele von Richard Wagner und von eigenen Kompositionen.

## Werke (Auswahl)

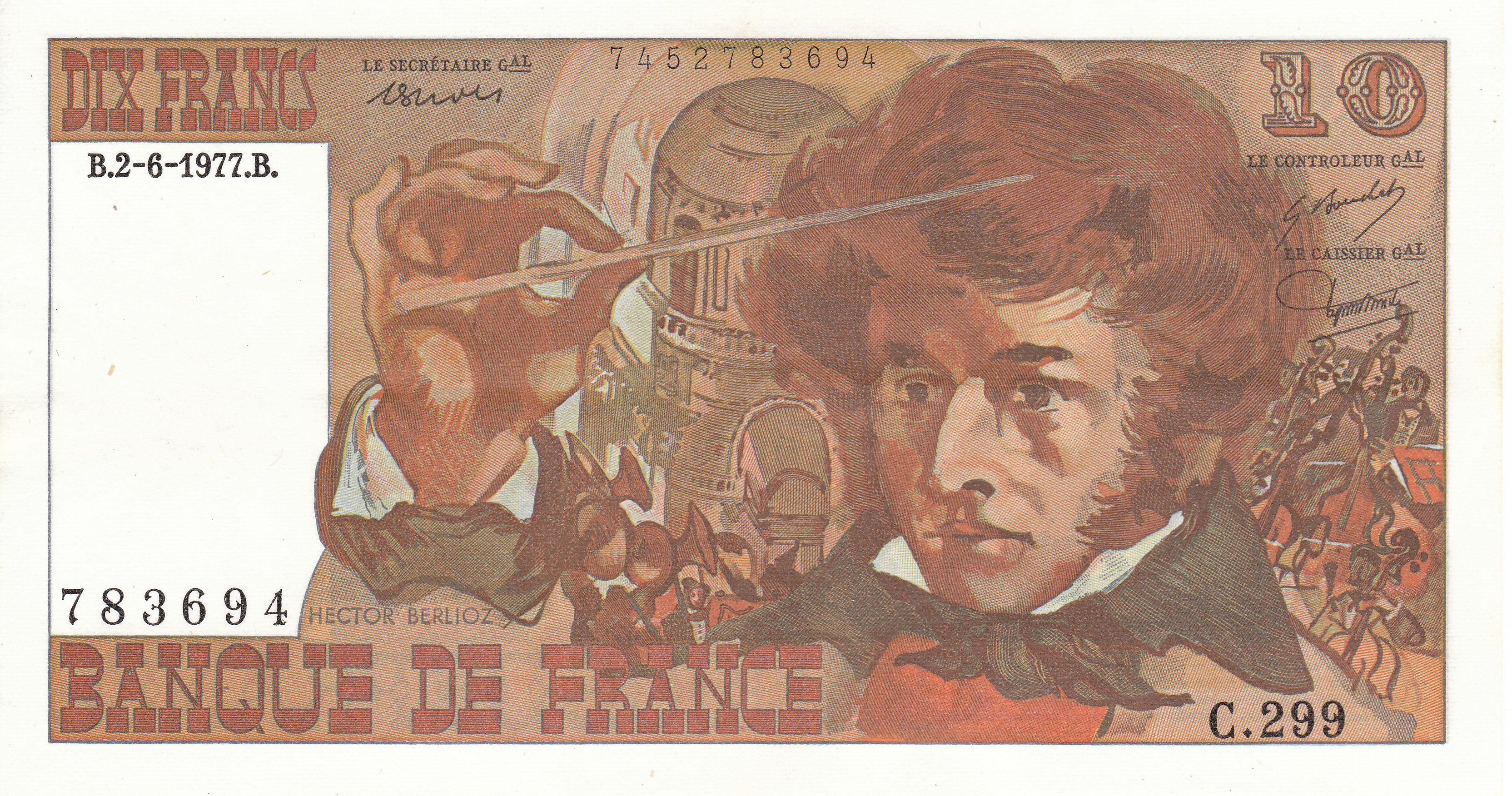
Französische Banknote (10 Francs, 1972) mit einem Porträt von Hector Berlioz

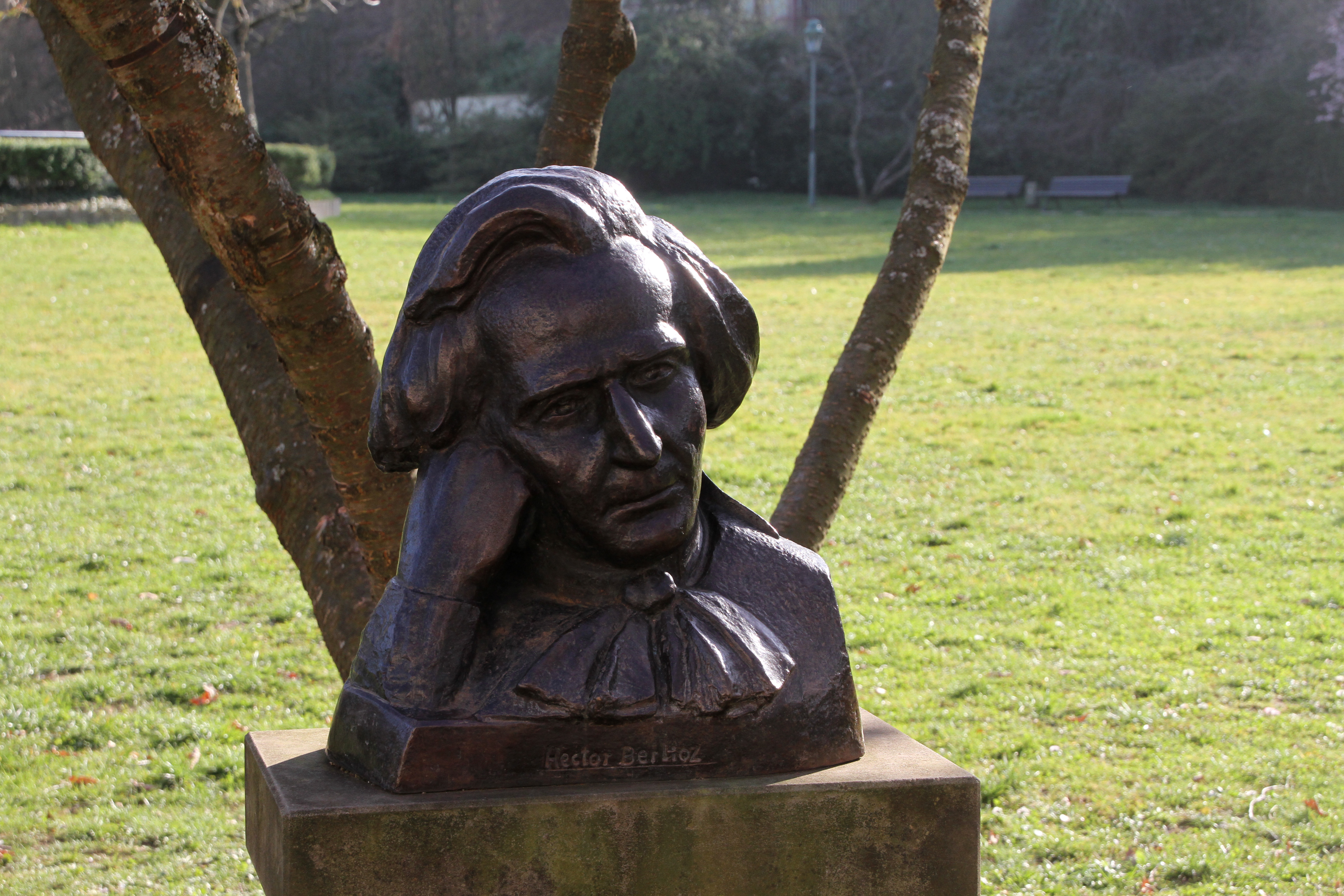
Porträtbüste von Bernhard Horn beim Festspielhaus Baden-Baden

### Opusverzeichnis
- [Opus 1]: Huit scènes de Faust (später zurückgezogen) (1828/29)
- Opus 1: Waverley-Ouvertüre (1828)
- Opus 2: Le Ballet des ombres (1829)
- Opus 2b: Irlande: mélodies irlandaises (9 Melodien; 1829)
- Opus 3: Les francs-juges (1826/1833)
- Opus 4: Le roi Lear (1831)
- Opus 5: Grande messe des morts. (Requiem; 1837)
- Opus 6: Le cinq mai (1831/35)
- Opus 7: Les nuits d’été (1840–1841)
- Opus 8: Rêverie et Caprice (1841)
- Opus 9: Le carnaval romain (1843–1844)
- Opus 10: Grand traité d’instrumentation et d’orchestration modernes (Die moderne Instrumentation und Orchestration; 1843–1844)
- Opus 11: Sara la baigneuse (1834)
- Opus 12: La captive (1832)
- Opus 13: Fleurs des landes (1850)
  - 3: Letons (1835)
- Opus 14: Symphonie fantastique, épisode de la vie d’un artiste (1830)
- Opus 14b: Lélio ou Le retour à la vie (1831)
- Opus 15: Grande symphonie funèbre et triomphale (1840)
- Opus 16: Harold en Italie (1834)
- Opus 17: Roméo et Juliette (1839)
- Opus 18: Tristia (1849)
  - 1: Méditation religieuse (1831)
  - 2: La mort d’Ophélie (1842)
- Opus 19: Feuillets d’album (1850)
  - 1: Zaïde (1845)
  - 2: Les champs (1834)
  - 3: Chant des chemins de fer (1846)
  - 4: Prière du matin (1846)
  - 5: La belle Isabeau (1843)
  - 6: Le chasseur danois (1844)
- Opus 20: Vox populi (1849)
  - 1: La menace des Francs (1848)
  - 2: Hymne à la France (1844)
- Opus 21: Le corsaire (1844)
- Opus 22: Te Deum. (1848)
- Opus 23: Benvenuto Cellini. (1834/1838)
- Opus 24: La damnation de Faust. (1845/46)
- Opus 25: L’enfance du Christ. Trilogie sacrée (1850–1854)
  - Le songe d’Hérode (1854)
  - La fuite en Égypte (1850–1853)
  - L’arrivée à Sais (1853–1854)
- Opus 26: L’impériale (1854)
- Opus 27: Béatrice et Bénédict (1860–1862)
- Opus 28: Le temple universel (1861)
- Opus 29: Les Troyens (1856–1858)
  - 29a La prise de Troie
  - 29b Les Troyens à Carthage

### Opern und dramatische Legenden
- 1823: Estelle et Némorin (Oper; hat verloren)
- 1826/1833: Les francs-juges, op. 3 (Oper in drei Akten; größtenteils verlorengegangen)
- 1834/1838: Benvenuto Cellini. op. 23 (Oper in drei Akten)
- 1841/1847: La nonne sanglante (Oper; unvollendet)
- 1846: La damnation de Faust. op. 24 (dramatische Legende in vier Akten)
- 1856–1858: Les Troyens. op. 29 (Oper in fünf Akten)
- 1860–1862: Béatrice et Bénédict. op. 27 (Komische Oper in zwei Akten)

### Andere Vokalwerke
- 1829: Cléopâtre, scène lyrique, nach einer Dichtung von Pierre-Ange Vieillard
- 1831: Lélio ou Le retour à la vie, op. 14b (Melolog in 6 Teilen; Fortsetzung der Symphonie fantastique und attacca nach dieser zu spielen)

### Orchestermusik
Ouvertüren für Orchester:
- 1826/1828: Waverley (große Ouvertüre)
- 1831: Intrada di Rob-Roy MacGregor
- 1831: Le roi Lear, op. 4 (große Ouvertüre nach der Tragödie von Shakespeare)
- 1843–1844: Le carnaval romain, op. 9 (charakteristische Ouvertüre)
- 1844: Le corsaire, op. 21

Sinfonien:
- 1830: Symphonie fantastique. op. 14 (Episoden aus dem Leben eines Künstlers in fünf Teilen)
- 1834: Harold en Italie, op. 16 (Symphonie in vier Teilen mit konzertanter Viola, basierend auf Lord Byrons Childe Harold’s Pilgrimage)
- 1839: Roméo et Juliette, op. 17 (dramatische Symphonie mit Soli und Chören)

Werk für sinfonisches Blasorchester:
- 1840: Grande symphonie funèbre et triomphale, op. 15: Marche Funèbre – Oraison Funèbre – Apothéose

Konzertantes Werk:
- 1841: Rêverie et caprice, op. 8 (Romanze für Violine und Orchester)

### Klavier-, Harmonium- und Orgelmusik
Klaviermusik:
- 1844: Albumleaf (16 Takte)

Harmonium- und Orgelmusik:
- 1844: Hymne pour l’élévation en ré majeur, pour orgue
- 1844: Sérénade agreste à la Madone sur le thème des pifferari romains en mi bémol majeur, pour orgue
- 1844: Toccata en do majeur, pour orgue
  - 1845: gemeinsam als Trois pièces pour orgue ou harmonium herausgegeben

### Geistliche Musik
- 1824: Messe solennelle für Solisten, Chor und Orchester (wiederentdeckt 1992, Berlioz selbst wollte sie zerstört haben)
- 1837: Requiem (Grande messe des morts). op. 5
- 1848–1849: Te Deum. op. 22 (Hymne)
- 1850: La fuite en Égypte und 1853/1854 L’enfance du Christ, gemeinsam op. 25

### Schriften
- Grand traité d’instrumentation et d’orchestration modernes. Œuvre 10me. Schonenberger, Paris [1843–1844] („Dédié à Sa Majesté Frédéric Guillaume IV, Roi de Prusse“). Digitalisat
  - Die moderne Instrumentation und Orchestration. Aus dem Französischen übertragen von J[ohann] C[hristoph] Grünbaum, A. M. Schlesinger, Berlin [1843 oder 1844] (zweisprachige Ausgabe in Französisch und Deutsch; „Seiner Majestät dem König von Preußen Friedrich Wilhelm IV. in tiefster Ehrfurcht gewidmet“).
  - Instrumentationslehre. Ergänzt und revidiert von Richard Strauss. Zwei Bände. Edition Peters, Leipzig 1904–1905, erneut ebenda 1955 und Frankfurt am Main 1986.
- Voyage musical en Allemagne et Italie. Études sur Beethoven, Gluck et Weber. Mélanges et nouvelles. Jules Labitte, Paris 1844.
- Les soirées de l’orchestre. Michel Lévy frères, Paris 1852 (deutsche Übersetzung: Abendunterhaltungen im Orchester. Aus dem Französischen von Elly Ellès, Breitkopf & Härtel, Leipzig 1909).
- Les grotesques de la musique. Librairie nouvelle, Paris 1859 (deutsche Übersetzung: Groteske Musikantengeschichten. Aus dem Französischen von Elly Ellès, Breitkopf & Härtel, Leipzig 1906). Digitalisat
- À travers chants. Études musicales, adorations, boutades et critiques. Michel Lévy frères, Paris 1862 (deutsche Übersetzung: Musikalische Streifzüge. Studien, Vergötterungen, Ausfälle und Kritiken. Aus dem Französischen von Elly Ellès, Breitkopf & Härtel, Leipzig 1912).
- Mémoires […] de 1803 à 1865 et ses voyages en Italie, Allemagne, Russie et Angleterre écrits par lui-même. Vallée, Paris 1865; später als: Mémoires de Hector Berlioz, […] comprenant ses voyages en Italie, en Allemagne, en Russie et en Angleterre. 1803–1865. Michel Lévy frères, Paris 1870.
  - Deutsche Übersetzungen:
    - Memoiren, mit der Beschreibung seiner Reisen in Italien, Deutschland, Rußland und England. 1803–1865. Aus dem Französischen von Elly Ellès. Zwei Bände. Breitkopf und Härtel, Leipzig 1903–1905 (erneut: Reclam, Leipzig 1967; Heinrichshofen, Wilhelmshaven 1979; Athenäum, Königstein im Taunus 1985).
    - Lebenserinnerungen. Übersetzt von Hans Scholz. Beck, München 1914, urn:nbn:de:bvb:12-bsb00135230-5 (erneut unter dem Titel: Memoiren. hrsg. und kommentiert von Gunther Braam. Hainholz, Göttingen 2007, ISBN 978-3-932622-90-8).
    - Memoiren. Neu übersetzt von Dagmar Kreher, hrsg. und kommentiert von Frank Heidlberger. Bärenreiter, Kassel 2007, ISBN 978-3-7618-1825-1.
- Treatise On Instrumentation – Internet Archive (englisch)